# 尼古拉·特斯拉
尼古拉·特斯拉（1856年7月10日—1943年1月7日），塞尔维亚裔美国机械工程師、實驗物理學家，被認為是電力商業化的重要推動者，並因主要設計現代交流電供电系統而最為人知。特斯拉在電磁場領域有著多項革命性的發明。他的多項相關的專利以及电磁学的理論研究工作是現代的無線通信和無線電的基石。
特斯拉在奥地利帝国出生与成长，在19世纪70年代学习工程学和物理学，没有获得学位。19世纪80年代初，在新的电力行业背景下，特斯拉在大陆爱迪生公司研究电话通信领域，并在此期间取得实践经验。1884年，特斯拉移民到美国，加入美国国籍，成为一名归化美国公民，之后在纽约市的爱迪生机械厂工作过很短的一段时间，随后自立门户。在合作伙伴的帮助下，特斯拉在纽约建立自己的实验室和公司，以开发一系列的电器和机械装置，在此期间，其合作伙伴提供资金并推销他的想法。
在贏得著名的19世纪80年代的“電流戰爭”以及在1894年成功進行短波無線通信試驗之後，特斯拉被認為是當時美國最偉大的電機工程師之一。他的許多發現被認為是具有開創性的，是電機工程學的先驅。他的交流电异步电动机和相关的多相交流电专利于1888年被西屋电气公司授权，这些专利为他赚取大量的资金，并成为该公司最终销售的多相系統的基石。
特斯拉作为发明家而闻名，他经常在个人的实验室向名人和富有的赞助人展示他的成就，并由于他在公开演讲中的表演风格而出名。为尝试开发出可以申请专利和销售的发明，特斯拉进行过一系列的机械振荡器、发电机、放电管和早期X射线成像的实验。他还创造过一艘无线控制的船，并进行过一次展出。
在整个19世纪90年代，特斯拉在纽约和科罗拉多斯普林斯的高电压、高频率电力实验中追求他的无线照明和全球无线电力分配的想法。1891年，特斯拉在成功試驗把電力以無線能量傳輸的形式送到目標用電器之後，致力於商業化的洲際電力無線輸送。特斯拉曾一直试图在他未完成的沃登克里弗塔项目中把这些想法付诸实践，但在他完成该项目之前就已经耗尽资金。1893年，特斯拉宣布通过使用他的设备进行無線通訊具有可能性。
在沃登克里弗塔项目之后，特斯拉在20世纪10年代至20年代进行过一系列的发明实验，并取得不同程度的成功。20世纪30年代，特斯拉接近生命的尾聲，在花光大部分钱后，特斯拉住进纽约各地的旅馆，此時的特斯拉一度變得深居簡出、足不出戶，獨居於紐約市温德姆纽约人酒店3327房间之中，偶爾會向新聞界發表一些不同尋常的聲明。數家当今美國電子業龍頭的前身公司曾经聯合派出一群能言善道的律師将他的大部分專利奪走。1943年1月7日，特斯拉在居住的宾馆房间中去世。
特斯拉的工作在他去世后陷入相对无人问津的境地，直到1960年，國際度量衡大會为纪念他，将磁感应强度的国际单位制命名为特斯拉。去世之後，特斯拉的大多数成就不太為當時的人所知，直至20世紀90年代，他的成就才重现出现在世人面前，并被世人所认可，同时，人们对特斯拉的兴趣再度高涨。特斯拉的遗产在书籍、电影、广播、电视、音乐、现场戏剧、漫画和电子游戏中经久不衰，并且有许多以特斯拉命名的事物。

## 早年

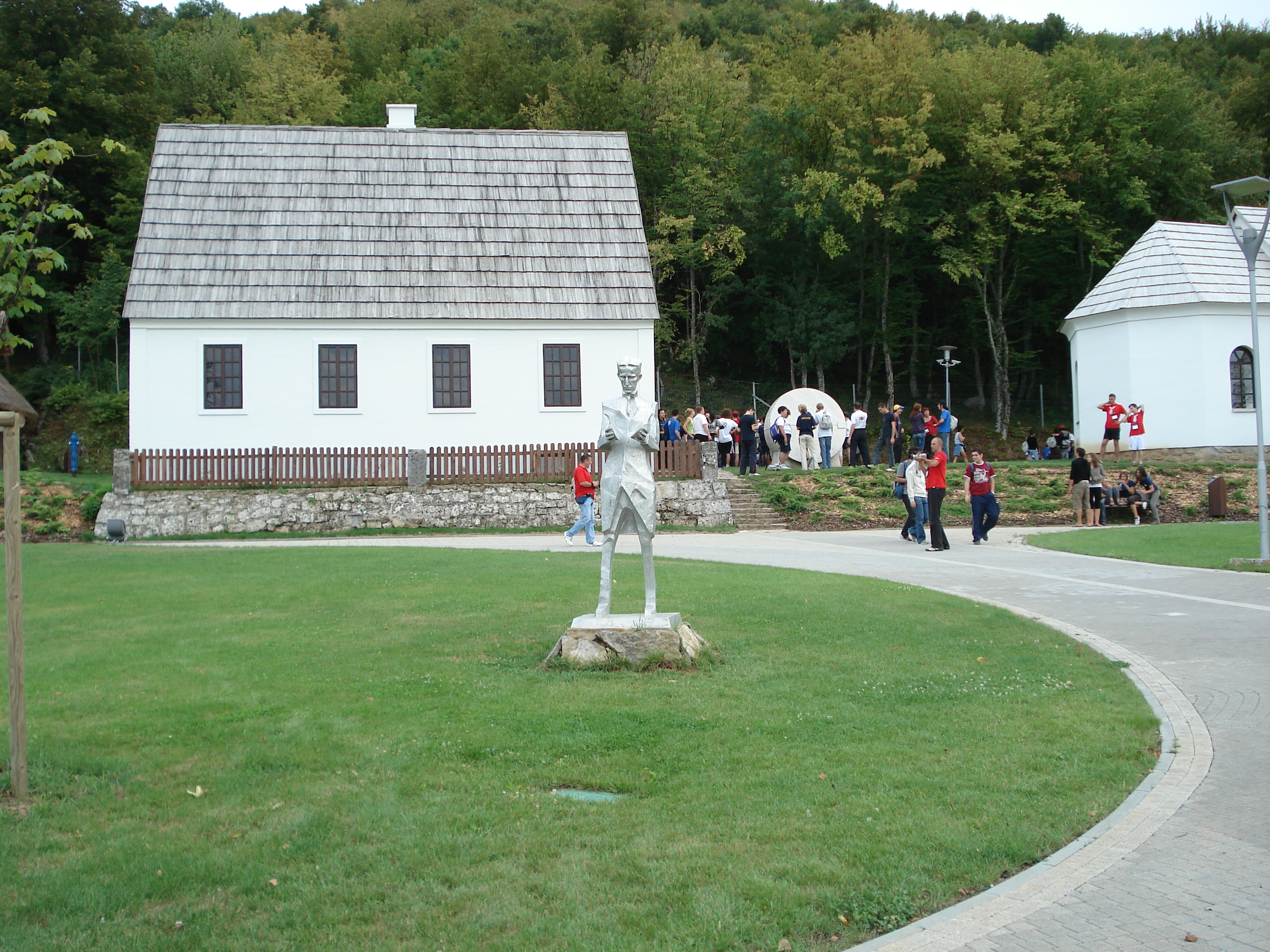
特斯拉在斯米连的重建房屋（教区大厅），现在在克罗地亚的利卡地区，他出生于此，并且还有重建的教堂，他的父亲在那里工作。在南斯拉夫内战期间，有几座建筑被大火严重损坏。它们在2006年得到修复并重新开放

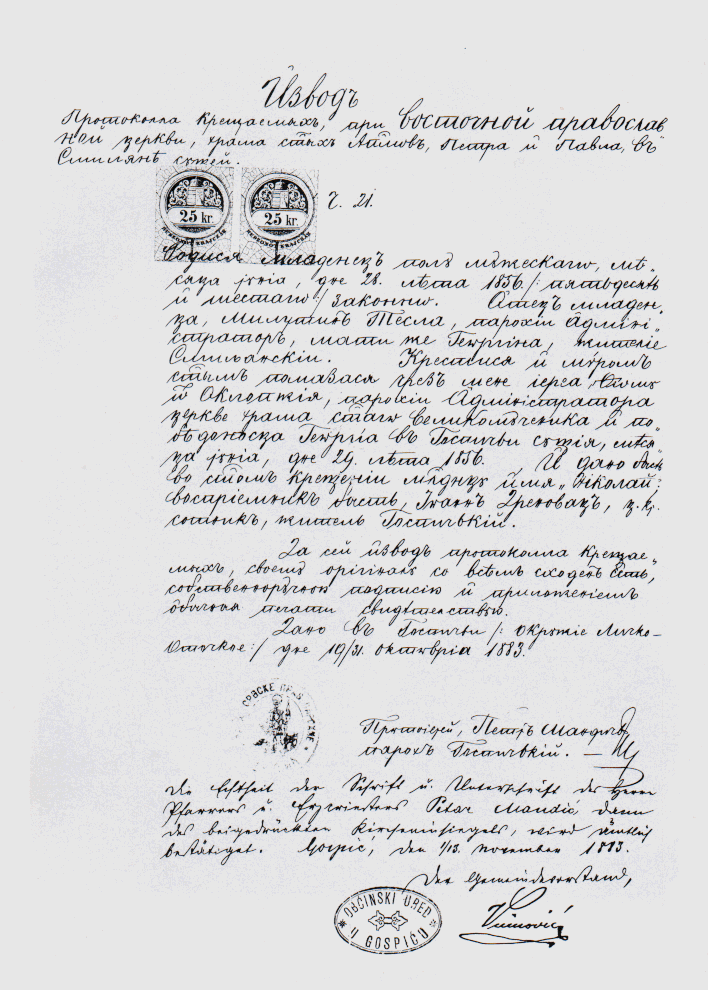
1856年6月28日，特斯拉的洗礼记录

### 東歐的年少時代
尼古拉·特斯拉于1856年7月10日（O.S.6月28日）出生在斯米连村，位于奥地利帝国治下的构成国克羅埃西亞王國（现为克罗地亚）克羅埃西亞軍政國境地帶，是一名塞尔维亚族人。他的父亲，米卢丁·特斯拉（1819-1879），是一名东正教会的神父。
特斯拉的母亲乔卡·曼迪奇（1822-1892），其父亲也是东正教会的神父。乔卡有制作家庭手工工具和机械器具的天赋，并能背诵塞尔维亚的史诗。她从未接受过正规教育。特斯拉将他的遗觉记忆和创造能力归功于他母亲的遗传和影响。特斯拉的祖先来自塞尔维亚西部，靠近黑山。
特斯拉是五个孩子中的第四个。他有三个姐姐，分别是米尔卡、安吉丽娜和玛丽卡，还有一个哥哥叫丹恩，丹恩在特斯拉5岁时死于骑马事故。1861年，特斯拉在斯米连上小学，学习德语、算术和宗教。1862年，特斯拉一家搬到附近的戈斯皮奇，特斯拉的父亲在那里做教区牧师。在那里，特斯拉完成小学和初中学业。1870年，特斯拉一家搬到卡尔洛瓦茨，他在皇家高等体育学院上高中，那里的课程是用德语进行的，这是奥匈帝国军政国境地带所有学校的惯例。

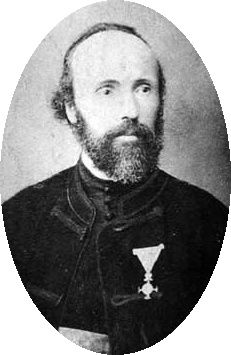
特斯拉的父亲米卢丁·特斯拉，是斯米连村的东正教会神父

特斯拉后来写道，他对物理学教授的电学演示产生兴趣。特斯拉指出，这种 “神秘现象”的演示使他想“更多地了解这种奇妙的力量”。特斯拉能够在头脑中进行积分计算，这导致他的老师认为他在作弊。他在三年内完成四年的学期，于1873年毕业。
1873年，特斯拉回到斯米连。到达后不久他就被感染霍乱，并卧床九个月，在此期间多次濒临死亡。在绝望的时刻，特斯拉的父亲（其原本希望特斯拉进入神父行业），承诺如果他病愈，将送他去最好的工程学校。
1874年，特斯拉在斯米连躲避奥匈帝国军队的征兵，他从利卡的东南方向跑到格拉查克附近的托明加伊。在那里，他穿着猎人的服装在山里探险。特斯拉说，这种与大自然的接触使他在身体和精神上都更加强大。他在托明加伊时阅读过很多书，后来特斯拉说，马克·吐温的作品帮助他奇迹般地从先前的疾病中康复。
1875年，特斯拉进入格拉茨工业大学的帝国皇家技术学院修读电机工程，学习交流电的应用，并获得军事前沿奖学金。在第一年里，特斯拉从未错过一堂课，并获得过最可能高的成绩，期间通过九次考试（几乎是要求的两倍），同时他还成立过一个塞尔维亚文化俱乐部，甚至还收到过技术学院院长给他父亲的表扬信，信中说：“你的儿子是一个一流的明星”。在格拉茨，特斯拉被雅各布·波什尔教授讲解的关于电力的深度讲座所吸引。
在他的自传中，特斯拉说，他从早上3点工作到晚上11点，没有星期天或节假日。1879年他父亲去世后，特斯拉发现一包他的教授们写给他父亲的信，警告说，除非他被调离学校，否则特斯拉会因过度劳累而死亡。一位传记作者认为，特斯拉并没有学习，可能因为赌博和嫖娼而被开除。至少有两份资料说明他在格拉茨工业大学得到学士学位，然而他的学校却宣称他从来没有获得过学位。

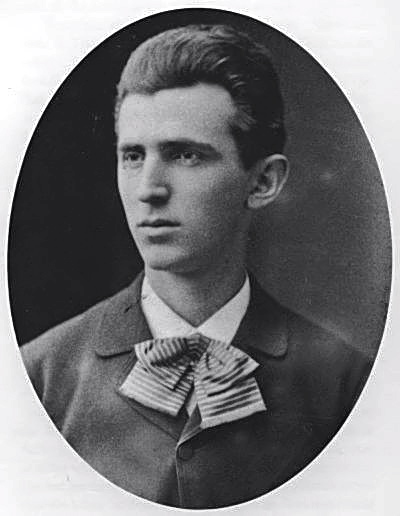
约1879年，23岁的特斯拉

1878年12月，特斯拉离开格拉茨，并与家人断绝关系。 他的朋友们认为他在附近的穆尔河溺水身亡，但在1月份，他们中的一个人在斯洛文尼亚边境的马里博尔碰到过特斯拉，并向特斯拉的家人讲述这次遭遇。原来特斯拉搬到马里博尔，并在那里做绘图员，每月工资60弗罗林。在这段时间特斯拉利用业余时间与当地人在街上打牌。
1879年3月，特斯拉的父亲去马里博尔求他的儿子回家，但被特斯拉拒绝。特斯拉在同一时间患有一定的神经衰弱。特斯拉在当月晚些时候回到戈斯皮奇，当时他因没有居留证而被驱逐出境。
1879年4月17日，特斯拉的父亲，米卢丁·特斯拉，因患不明疾病而去世，享年60岁。有些资料说他去世于中风。这一年，特斯拉在戈斯皮奇的老校区给一大班学生教授过课程。
1880年1月，特斯拉的两个叔叔凑齐足够的钱，帮助他离开戈斯皮奇前往布拉格进修。但他来的太晚，无法进入布拉格查理大学学习；他从未学习过希腊语，而这是一门必修课；而且他不懂捷克语，这是另一门必修课。不过，特斯拉确实以旁听生的身份参加大学的哲学讲座，但他没有得到该课程的成绩。特斯拉在那里度过夏季学期后，又只读完一个学期，就再次离开大学。

### 在布达佩斯电话交换所工作
1881年，特斯拉来到匈牙利王國的布达佩斯，在提瓦达·普斯卡什手下的一家电报公司—布达佩斯电话交换所工作。到达后，特斯拉意识到，当时正在建设中的公司并没有发挥作用，所以他在中央电报局担任绘图员。在几个月内，布达佩斯电话局开始运作，特斯拉被分配到首席电工的位置。在他工作期间，特斯拉对中央站的设备进行许多改进，并声称已经完善电话中继器或放大器，但从未获得专利，也没有公开描述。

## 在大陆爱迪生工作
1882年，提瓦达·普斯卡什为特斯拉在巴黎的大陆爱迪生公司找到另一份工作。特斯拉开始在当时还是一个全新的行业工作，以规模电力的形式在全城安装室内白炽灯。该公司有几个分部，特斯拉在爱迪生电气公司工作，该分部位于巴黎郊区的塞纳河畔伊夫里，负责安装照明系统。在那里，他获得大量的电气工程实践经验。管理层注意到他在工程和物理方面的先进知识，并很快让他设计和建造改进版的直流发电机和电动机。他们还派他去解决法国和德国周围正在建造的其他大陆爱迪生设施的工程问题。同年特斯拉发明感应马达并开始开发各种用到旋轉磁場的设备（於1888年取得專利）。

### 迁往美国

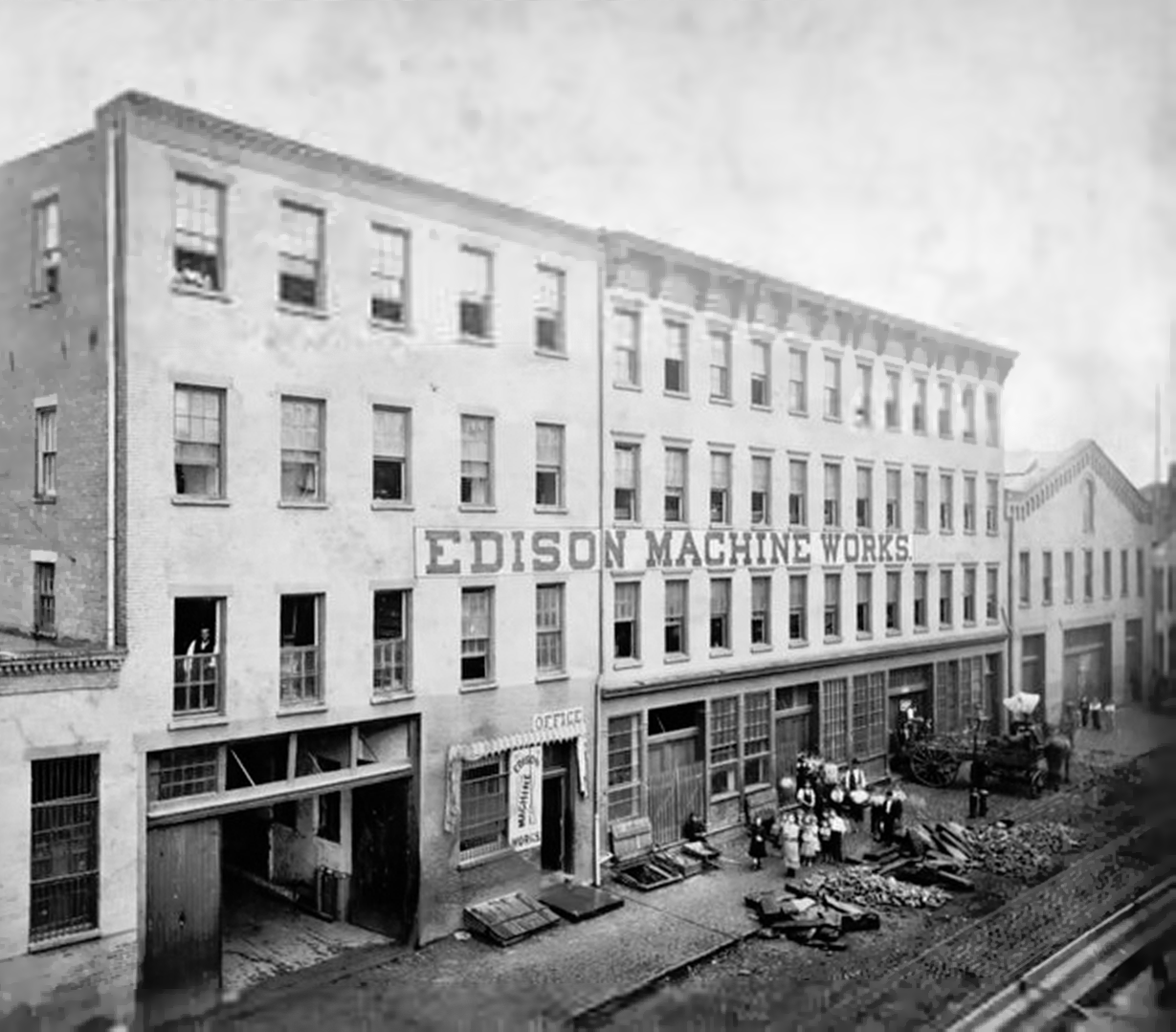
纽约戈尔克街的爱迪生机器厂。特斯拉发现，从国际大都市欧洲到这个位于曼哈顿东南部公寓中的商店工作，这其中的变化是一个“痛苦的惊喜”

1884年，一直在巴黎监督设施的爱迪生公司经理，查尔斯·巴彻勒，被带回美国，被安排管理位于纽约市的爱迪生机械厂的制造部门，并要求将特斯拉也带到美国。1884年6月，特斯拉移民并几乎立即开始在曼哈顿下东区的机械厂工作，这是一个拥挤的车间，有几百名机械师、工人、管理人员和20名“现场工程师”，正在努力完成在该城市建设大型电力设施的任务。与在巴黎时一样，特斯拉正在努力排除设施的故障并改进发电机。历史学家 W·伯纳德·卡尔森指出，特斯拉可能只见过公司创始人托马斯·爱迪生几次。其中一次在特斯拉的自传中提到，在熬夜修理俄勒冈号海轮上损坏的发电机后，他遇到巴彻勒和爱迪生，他们调侃说“巴黎人”夜不归宿。当特斯拉告诉他们，他整夜都在修理俄勒冈号时，爱迪生对巴彻勒说：“这是个难以置信的好人”。在给特斯拉的一个项目中，有一项是开发基于弧光灯的街道照明系统。弧光灯是最受欢迎的街道照明类型，但它需要高电压，与爱迪生的低压白炽灯系统不兼容，导致该公司在一些城市失去合同。特斯拉的设计从未投入生产，可能是因为白炽灯的技术改进，也可能是因为爱迪生与一家电弧照明公司达成的安装协议。
特斯拉在机械厂总共只工作6个月就主动辞职。促使他离开的事件尚不清楚。可能是因为他没有得到奖金，无论是重新设计发电机还是被搁置的电弧照明系统。特斯拉以前曾因他认为自己应得的未付奖金与爱迪生公司发生冲突。特斯拉在他的自传中说，爱迪生机械厂的经理提供50,000美元的奖金，让他设计 “24种不同类型的标准机器”，“但结果是一个恶作剧”。这个故事的后期版本是，托马斯·爱迪生本人提供这个交易，然后又反悔。特斯拉说，他的工作持续将近一年，几乎将整個发电机重新设计，使爱迪生公司从中获得巨大的利润和新的专利所有权。当特斯拉向爱迪生索取5万美元时，爱迪生调侃说 “特斯拉，你不了解我们美国的幽默”。这两个故事中的奖金数额都被认为很奇怪，因为机械厂经理巴彻勒对工资很吝啬，而且公司手头没有那么多现金（这个金额相当于2021年的140万美元）。这笔奖金的金额相当于公司创始资本，而以特斯拉当时每周18美元的薪水，他需要工作53年才能赚到。特斯拉最后发现自己在爱迪生的公司仅仅是出卖体力，当特斯拉要求加薪至每周25美元遭到拒绝后辞职，但在这段时间裡，他开始关注于交流电系统的设计。特斯拉的日记中只有一条关于他工作结束时的评论，他在1884年12月7日至1885年1月4日的两页中写道，“再见，爱迪生机械厂”。

## 特斯拉电气与制造公司
离开爱迪生公司后不久，特斯拉就开始为电弧照明系统申请专利，此专利可能就是他在爱迪生公司开发的那个系统。1885年3月，特斯拉会见专利律师莱缪尔·W·塞雷尔，此人也是爱迪生曾经使用的律师，以获得提交专利的帮助。塞雷尔将特斯拉介绍给两位商人罗伯特·莱恩和本杰明·韦尔，他们同意以特斯拉的名义资助一家电弧照明制造和公用事业公司，即特斯拉电气与制造公司。特斯拉在这一年的其余时间里，获得包括改进的直流发电机在内的专利，这是美国颁发给特斯拉的第一批专利，并在新泽西州的拉威建造和安装该系统。特斯拉的新系统在科技类媒体上获得关注，媒体对其先进的功能进行评论。
投资者对特斯拉关于新型交流发电机和电力传输设备的想法没有表现出兴趣。1886年，公司开始运行后，他们认为业务的制造方面竞争太过激烈，于是选择简单地经营一家电力公司。他们成立一家新的公用事业公司，放弃特斯拉的公司，这使得特斯拉身无分文。特斯拉甚至失去对他所创造的专利的控制，因为他已经将这些专利转让给公司以换取股票。特斯拉不得不从事各种电力维修工作，并担任挖沟工，每天的工资为2美元。在后来的生活中，特斯拉回忆起1886年的那段艰苦岁月，他写道：“我在科学、机械和文学的各个分支中接受的高等教育对我来说就像一个笑话”。

## 交流与感应电机

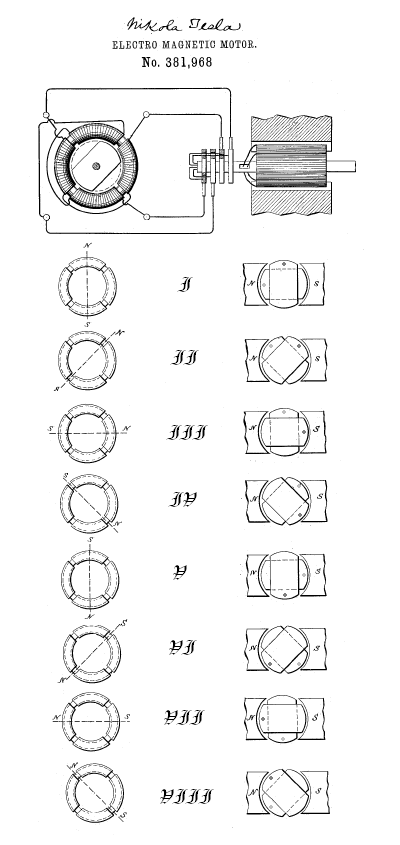
，说明特斯拉的交流感应电机原理

1886年底，特斯拉结识西联汇款公司的主管阿尔弗雷德·S·布朗和纽约的律师查尔斯·弗莱彻·佩克。这两个人在成立公司和推广发明及专利以获取经济利益方面经验丰富。基于特斯拉对电气设备的新想法，包括热磁电机的想法，他们同意在财务上支持这位发明家并处理其专利。他们于1887年4月共同成立特斯拉电气与制造公司，并达成协议，产生的专利利润三分之一归特斯拉，三分之一归佩克和布朗，三分之一用于资助开发。他们在曼哈顿自由街89号为特斯拉建立一个实验室，他在那里致力于改进和开发新型的电动机、发电机和其他设备。
1887年，特斯拉开发一种在交流电上运行的无电刷感应电动机，这种电力系统因其在长距离、高电压传输方面的优势而在欧洲和美国迅速扩张。该电机使用多相电流，产生一个旋转的磁场来转动电机（特斯拉声称在1882年就已经想到此原理）。这种创新的电机是一种简单的自启动设计，不需要换向器，从而避免火花和不断维修和更换机械电刷的高额维修费用，并于1888年5月获得专利。
在为电机申请专利的同时，佩克和布朗也在安排对电机的宣传，首先是进行独立测试，以证实它是一种功能上的改进，然后是向技术出版物发送新闻稿，让文章与专利的发布同步进行。物理学家威廉·阿诺德·安东尼（其测试过该电机）和《电气世界》杂志编辑托马斯·康莫福德·马丁安排特斯拉于1888年5月16日在美国电气工程学会展示他的交流电机。为西屋电气与制造公司工作的工程师向乔治·威斯汀豪斯报告，特斯拉有一个可行的交流电机和相关电源系统，这是威斯汀豪斯已经在销售的交流系统所需要的。威斯汀豪斯考虑为类似的无换向器、基于旋转磁场的感应电机申请专利，该电机于1885年开发，并在1888年3月由意大利物理学家加利莱奥·费拉里斯在一篇论文中提出，但事实上特斯拉的专利可能会控制市场。

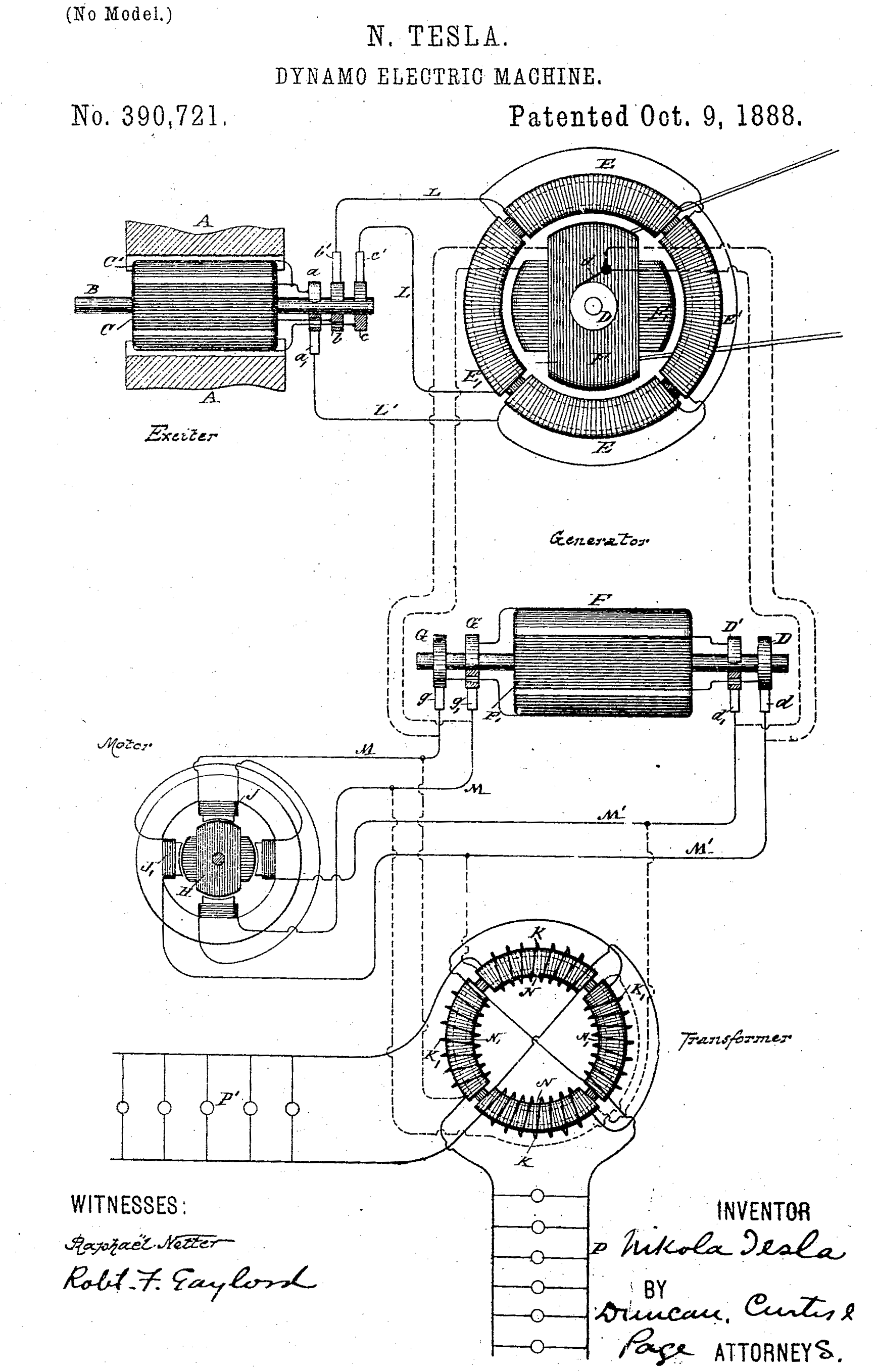
，特斯拉在1888发明的交流发电机，用来远距离输送电力

1888年7月，布朗和佩克与乔治·威斯汀豪斯就特斯拉的多相感应电动机和变压器设计的许可交易进行谈判，价格为6万美元的现金和股票，以及每台电动机产生的每一交流马力2.5美元的使用费。威斯汀豪斯还以每月2,000美元（按今天的美元计算为70,000美元）的高额费用聘请特斯拉在西屋电气和制造公司的匹兹堡实验室担任为期一年的顾问。
那一年，特斯拉在匹兹堡工作，帮助建立一个交流电系统，为该市的有轨电车供电。他发现这是一个令人沮丧的时期，因为他与西屋公司的其他工程师在如何最好地实施交流电方面存在冲突。在他们协商后，他们决定采用特斯拉提出的60周期交流电系统（以配合特斯拉电机的工作频率），但他们很快发现，这对有轨电车来说是行不通的，因为特斯拉的感应电机只能以恒速运行。他们最终使用直流牵引电动机来代替。
在早期的研究中，特斯拉制造过许多实验设备来产生X射线。特斯拉认为用他的电路“可以产生的X射线的能量比一般仪器可以产生的要大的多。”

### 市场动荡
特斯拉在1888年演示他的感应电机，随后西屋公司也获得该专利的许可，当时电力公司之间的竞争非常激烈。三大公司，西屋公司、爱迪生公司和汤姆森·休斯顿公司，都在努力发展资本密集型业务，同时在财务上相互削弱。在此期间甚至还发生一场“电流战争”的宣传活动，爱迪生公司试图声称他们的直流电系统比西屋公司的交流电系统更好、更安全。在这个市场上的竞争意味着西屋公司不会有现金或工程资源来立即开发特斯拉的电机和相关的多相系统。
在特斯拉签署合同两年后，西屋公司陷入困境。伦敦巴林银行的近乎倒闭导致1890年的金融恐慌，使得投资者收回对西屋公司的贷款。突如其来的现金短缺迫使该公司对其债务进行再融资。新的贷款人要求西屋公司减少在收购其他公司、研究和专利方面的过度支出，包括特斯拉合同中的每台电机的使用费。当时，特斯拉感应电机并不成功，还停留在开发阶段。西屋公司每年要支付15,000美元的保证版税，尽管该电机的运行实例很少，运行它所需的多相电源系统更是少见。1891年初，乔治·威斯汀豪斯向特斯拉严正解释当前的财务困难，说如果他不满足贷款人的要求，他将不再控制西屋公司，特斯拉将不得不 “与银行家打交道”，并试图收取未来的专利费。让西屋公司继续支持电机的好处对特斯拉来说可能是显而易见的，他同意解除合同中的专利费支付条款。六年后，西屋公司以216,000美元的一次性付款购买特斯拉的专利，作为与通用电气（由爱迪生和汤姆森·休斯顿于1892年合并而成的公司）签署的专利共享协议的一部分。

## 纽约实验室

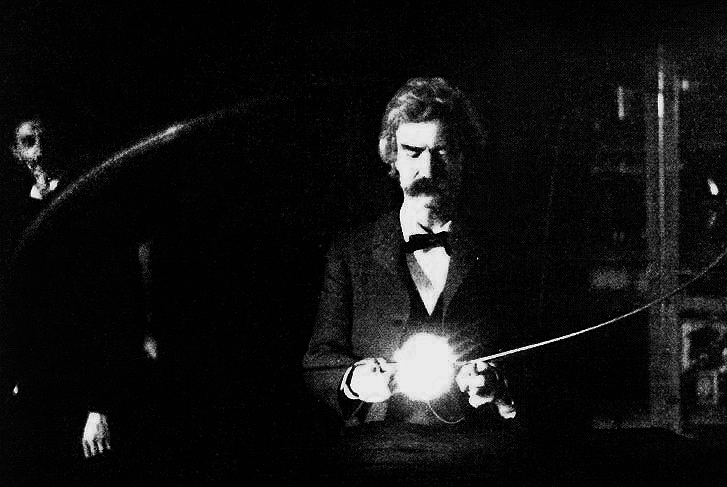
1894，马克·吐温在特斯拉的南第五大道实验室

特斯拉从他的交流电专利许可中赚到的钱使他经济独立，并使他有时间和资金追求自己感兴趣的事物。1889年，特斯拉搬出佩克和布朗租用的自由街商店，在接下来的十几年中，他在曼哈顿的一系列车间或实验室中工作。其中包括格兰街175号的实验室（1889-1892）、南第五大道33-35号的四楼（1892-1895）以及东豪斯顿街46和48号的六楼和七楼（1895-1902）。特斯拉和他雇佣的工作人员在这些车间里进行他最重要的一些工作。

### 特斯拉线圈
1889年夏天，特斯拉前往巴黎参加1889年世界博览会，并了解到海因里希·赫兹在1886-1888年的实验中证明电磁辐射的存在，包括无线电波。特斯拉发现这个新发现“令人耳目一新”，并决定对其进行更全面的探索。在重复和扩大这些实验的过程中，特斯拉尝试用他一直在开发的高速交流发电机为鲁姆科夫线圈供电，作为改进的电弧照明系统的一部分，但发现高频电流使铁芯过热，会使线圈中初级和次级绕组之间的绝缘融化。为使这个问题得到解决，特斯拉发明出他的“振荡变压器”，在初级和次级绕组之间用空气间隙代替绝缘材料，铁芯可以移动到线圈内或外的不同位置。后来这项发明被称为特斯拉线圈，它将被用来产生高电压、低电流、高频率的交流电。特斯拉将在他后来的无线电源工作中使用这种谐振变压器电路。

### 公民身份
1891年7月30日，35岁的特斯拉归化成为美国公民。 同年，他为他的特斯拉线圈申请专利，并且在纽约第五大道建立自己的实验室。在那里，他用机电振荡器进行机械共振实验，使周围的一些建筑物产生共振，引来警方的投诉。随着速度的增加，特斯拉用仪器测出房子的共振频率，之后他察觉到这个实验的危险，被迫强拆自己的房子来终止实验，此时警察也刚刚到达。他在纽约的一些地方用无线电的方式点亮那里的电灯，这为无线传输的可能性提供相当的证据。

### 无线照明

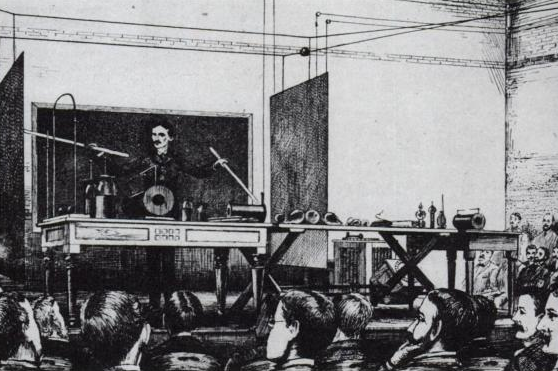
1891年，特斯拉在哥伦比亚学院演讲时，用其手中两根较长的盖斯勒管（类似于霓虹灯管）演示通过“静电感应”进行无线照明

1890年后，特斯拉尝试通过电感和电容耦合传输电力，在此过程中使用他的特斯拉线圈所产生的高交流电压。他试图开发一种基于近场电感和电容耦合的无线照明系统，并为此进行一系列公开演示，他从舞台对面点亮盖斯勒管甚至白炽灯泡。他在十年的大部分时间里，在不同投资者的帮助下研究这种新的照明形式的变化，但没有一个企业成功地将其研究成果制成商业产品。
1893年，在密苏里州的圣路易斯、宾夕法尼亚州费城的富兰克林研究所和国家电灯协会，特斯拉告诉围观者，他确信像他这样的系统最终可以通过在地球上传导“可理解的信号或甚至可能是不使用电线即能到任何距离的电力” 。
特斯拉在1892年至1894年期间担任美国电气工程学会的副主席，该协会是现代电气电子工程师学会的前身（与无线电工程师学会一起）。

### 多相系统与芝加哥哥伦布博览会
在1893年初，西屋公司的工程师查尔斯·F·斯科特和本杰明·G·兰姆在特斯拉感应电机的高效版本上取得进展。兰姆找到一种方法，通过开发回转变流机，使其所需的多相系统与旧的单相交流和直流系统兼容。西屋电气现在拥有向所有潜在客户提供电力的方法，并开始将其多相交流系统打造成 “特斯拉多相系统”这一品牌。他们认为，特斯拉的专利给予他们比其他多相交流系统更多的专利优先权。
西屋电气公司邀请特斯拉参加1893年在芝加哥举行的哥伦布博览会，该公司在 “电力大楼 ”中有一个很大的空间专门用于展示电气展品。西屋电气公司赢得用交流电照明世博会的竞标，这是交流电历史上的一个关键事件，因为该公司向美国公众成功展示交流电系统的安全性、可靠性和效率，并且该系统是多相的，也可以为博览会上的其他交流电和直流电展品供电。
在展会中有一个特别的展览空间，专门为展示特斯拉感应电机的各种形式和模型而设立。通过一系列的演示来解释驱动它们的旋转磁场，包括哥伦布蛋，它利用感应电机中的两相线圈来旋转铜蛋，使其竖立起来。
特斯拉在博览会举办的六个月期间来过一个星期，并参加国际电气大会，还在西屋公司的展区进行一系列演示。在一个特别设立的黑暗房间里，特斯拉演示他的无线照明系统，使用的是他以前在美国和欧洲进行的演示；这些演示包括使用高压、高频交流电来点亮无线气体放电灯。
一位观察家指出:
房间里悬挂着两块用锡箔覆盖的硬橡胶板。这两块板相距约15英尺，作为从变压器引出的电线的终端。当电流被打开时，那些放在悬挂的板子之间的桌子上的，或者可以在房间的任何地方用手拿着的没有电线连接的灯或管子，都会变得很亮丽。这些是特斯拉大约两年前在伦敦展示的同样的实验和同样的仪器，“它们在那里产生如此多的奇迹和惊奇”。

### 蒸汽动力振荡发生器
在哥伦布博览会农业厅举行的国际电气大会上，特斯拉介绍他当年获得专利的蒸汽动力往复式发电机，他认为这是一种更好的产生交流电的方式。蒸汽被强制送入振荡器，并通过一系列的端口冲出，推动活塞上下移动，而活塞则连接着一个电枢。磁性电枢高速上下振动，产生一个交变的磁场。这在相邻的电线线圈中诱发交变的电流。它摒弃蒸汽机或发电机的复杂部件，但作为一种可行的发电工程解决方案，它从未受到欢迎。

### 尼亚加拉的咨询
1893年，领导尼亚加拉大瀑布液压动力和制造公司的爱德华·迪安·亚当斯，就何种系统最适合传输瀑布产生的电力，征求特斯拉的意见。几年来，关于如何最好地利用瀑布产生的电力，已经产生一系列的建议和公开竞争。在几个美国和欧洲公司提出的系统中，有两相和三相交流电、高压直流电和压缩空气。亚当斯要求特斯拉提供关于所有竞争系统的现状的信息。特斯拉告诉亚当斯，两相系统将是最可靠的，并且已经有一个使用西屋公司系统的两相交流电进行供电的白炽灯。根据特斯拉的建议和西屋公司在哥伦布博览会上展示过他们可以建造一个完整的交流系统，公司授予西屋电气公司在尼亚加拉瀑布建造一个两相交流发电系统的合同。同时，又将另一份合同授予通用电气，以建造交流配电系统。

### 尼古拉・特斯拉公司
1895年，爱德华·迪安·亚当斯在参观特斯拉的实验室时，对他的所见所闻印象深刻，同意帮助成立尼古拉・特斯拉公司，该公司的成立目的是资助、开发和销售特斯拉以前的各种专利和发明以及新的发明。在签约阿尔弗雷德·布朗后，其带来在佩克和布朗手下开发的专利。董事会成员包括威廉·伯奇·兰肯和查尔斯·F·库尼。该公司的投资者很少；在19世纪90年代中期是公司的一个经济困难时期，其成立的无线照明和振荡器专利从未成功过。该公司在以后的几十年里一直处理特斯拉的专利。

### 实验室火灾
1895年3月13日凌晨，安置特斯拉实验室的南第五大道大楼起火。大火从大楼的地下室开始，火势非常猛烈，特斯拉4楼的实验室被烧毁并倒塌到2楼。这场大火不仅使特斯拉正在进行的项目受挫，而且还烧毁一批早期的笔记和研究材料、模型和演示品，其中包括许多曾在1893年哥伦比亚世界博览会上展出的作品。特斯拉对《纽约时报》说：“我现在太悲痛了，无法说话。我还能说什么呢？”火灾后，特斯拉搬到东休斯顿街46号和48号，并在6楼和7楼重建他的实验室。

### X射线实验

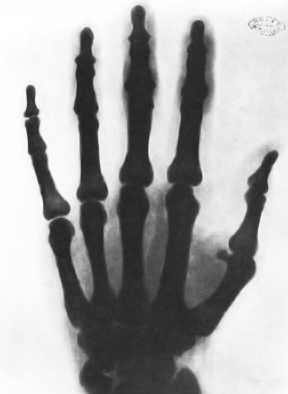
特斯拉使用X射线对他的手部进行拍摄后的照片

从1894年开始，特斯拉开始研究他所说的 "看不见 "的辐射能量，因为他在以前的实验中注意到实验室里的胶片被损坏（后来被认定为“伦琴射线 ”或“X射线”）。他的早期实验是用克罗克斯管，一种冷阴极荧光灯管。特斯拉可能无意中捕捉到一个X射线图像，这比威廉·伦琴在1895年12月宣布发现X射线要早几周，当时他试图拍摄马克·吐温被盖斯勒管（一种早期的气体放电管）照亮的照片。图像中唯一捕捉到的是相机镜头上的金属锁紧螺丝。
1896年3月，在听说伦琴发现X射线和X射线成像（放射摄影）之后，特斯拉开始着手做他自己的X射线成像实验，开发出一个他自己设计的高能量单端真空管，该真空管没有目标电极，并通过特斯拉线圈的输出来工作（该装置产生的现象的现代术语是轫致辐射或制动辐射）。在他的研究中，特斯拉设计出几个实验装置来产生X射线。特斯拉认为，通过他的电路，“仪器将......使人们能够产生比普通仪器所能获得的更大能量的伦琴射线”。
特斯拉注意到使用他的电路和单节点X射线产生装置工作的危险性。在他对这一现象的早期调查的许多笔记中，他把皮肤损伤归结为各种原因。他很早就认为，对皮肤的损害不是由伦琴射线造成的，而是由与皮肤接触时产生的臭氧造成的，在较小的程度上是由亚硝酸造成的。特斯拉错误地认为，X射线是纵波，如等离子体中的波产生的纵波。这些等离子体波可以在无力磁场中发生。
1934年7月11日，《纽约先驱论坛报》发表一篇关于特斯拉的文章，其中他回顾在用他的单电极真空管做实验时偶尔发生的一件事。一个微小的粒子会脱离阴极，从管子里出来，并对他进行物理打击，特斯拉说，：
在它进入他身体的地方，我能感觉到一种尖锐的刺痛，在它穿出的地方，我又能感觉到一种刺痛。在将这些粒子与他的 "电枪 "射出的金属碎片进行比较时，“力束中的粒子......将比这种粒子的速度快得多......而且它们将集中传播”。

### 无线电远程控制

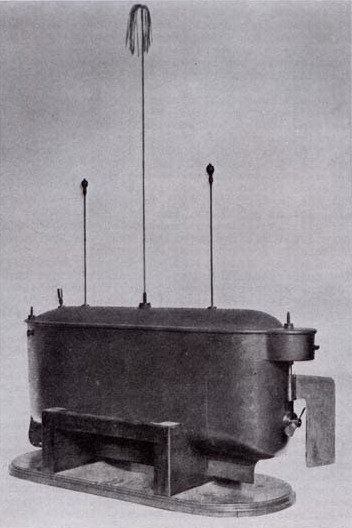
1898年，特斯拉展示一种无线电控制的船只，他希望将其作为制导鱼雷出售给全世界的海军

1898年，特斯拉在麦迪逊广场花园（1890时期）的一次电气展览中向公众展示一艘使用基于相干器的无线电控制的船--他称之为“telautomaton”。特斯拉试图将他的想法作为一种无线电控制的鱼雷卖给美国军方，但他们没有表现出兴趣。远程无线电控制一直是个新鲜事物，直到第一次世界大战及其后，一些国家将其用于军事项目——滑翔炸弹。特斯拉在1899年5月13日前往科罗拉多斯普林斯时，在芝加哥商业俱乐部的一次会议上发言，进一步演示 “远程自动化”。

## 无线电力

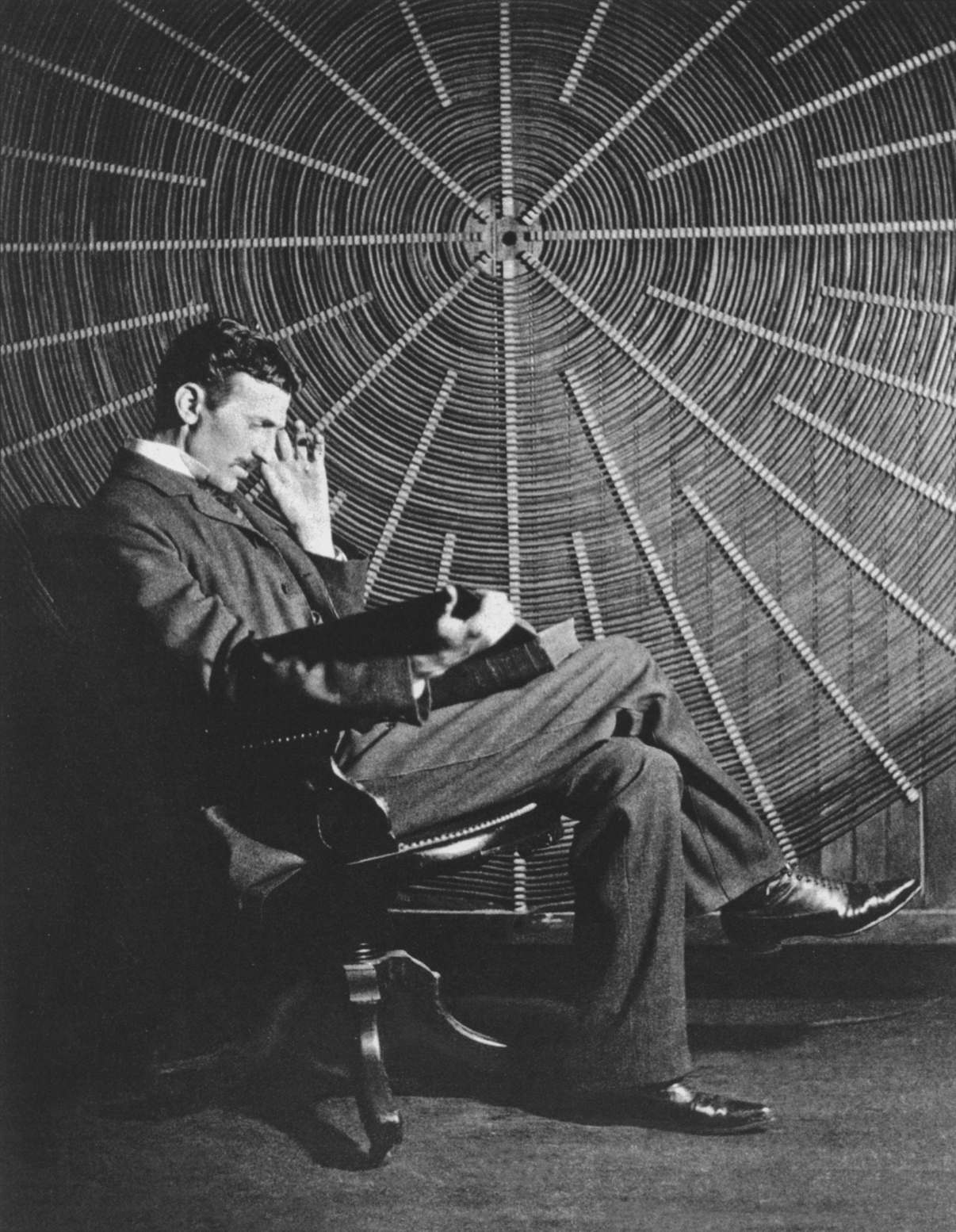
特斯拉坐在他在东休斯顿街实验室进行的无线电力实验中使用的螺旋线圈前

从19世纪90年代到1906年，特斯拉在一系列项目上花费大量的时间和财富，试图开发无需电线的电力传输。这是对他在无线照明中展示的利用线圈传输电力的想法的扩展。他认为这不仅是一种在世界各地传输大量电力的方式，而且正如他在早期的演讲中指出的那样，也是一种传输全球通信的方式。
在特斯拉提出他的想法的时候，还没有可行的方法可以长距离无线传输通信信号，更不用说大功率传输。特斯拉很早就对无线电波进行研究，并得出结论，赫兹对无线电波的部分现有研究是不正确的。而且，这种新的辐射形式在当时被广泛认为是一种短距离的现象，似乎在不到一英里的范围内就会消失。特斯拉指出，即使关于无线电波的理论是真实的，它们对他的预期目的也完全没有价值，因为这种 “看不见的光 ”会像任何其他辐射一样在一定距离内减少，并会以直线方式进入太空，变得 “无可救药地消失”。
19世纪90年代中期，特斯拉正在研究关于通过地球或大气层进行长距离导电的想法，并开始着手进行试验以测试这一想法，这期间他将一个大型共振变压器放大发射器安置在东休斯顿街实验室中。特斯拉似乎是借用当时地球大气层是导电这一普遍想法，他提出一个由气球组成的系统，在海拔30000英尺（9100米）以上的空中悬挂、发射和接收电极，他认为那里的低气压可以让他远距离发送高电压（数百万伏）。

### 科罗拉多斯普林斯

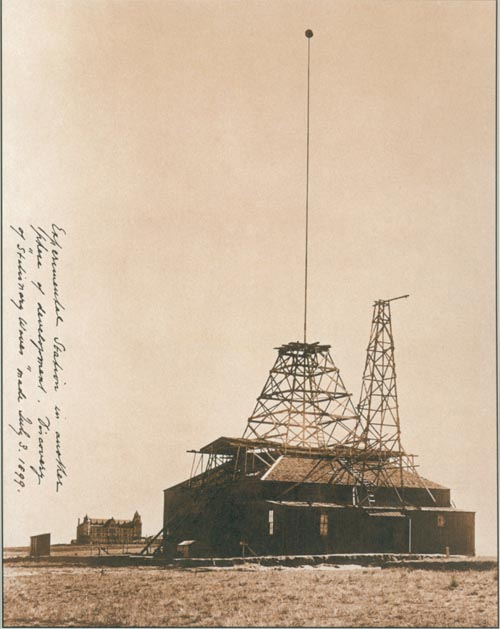
特斯拉的科罗拉多斯普林斯实验室

为了进一步研究低压空气的导电性，特斯拉于1899年在科罗拉多斯普林斯的高海拔地区建立一个实验站。在那里，他可以安全地操作比在纽约实验室的狭窄范围内大得多的线圈，而且他的同事已经安排埃尔帕索电力公司免费提供交流电。为了资助他的实验，他说服约翰·雅各·阿斯特四世投资10万美元（按今天的美元计算为3,779,600美元），以成为尼古拉·特斯拉公司的大股东。阿斯特以为他的投资主要用于新的无线照明系统。相反，特斯拉将这笔钱用于资助他在科罗拉多斯普林斯的实验。特斯拉到达后告诉记者，他计划进行无线电报实验，将信号从派克峰传输到巴黎。

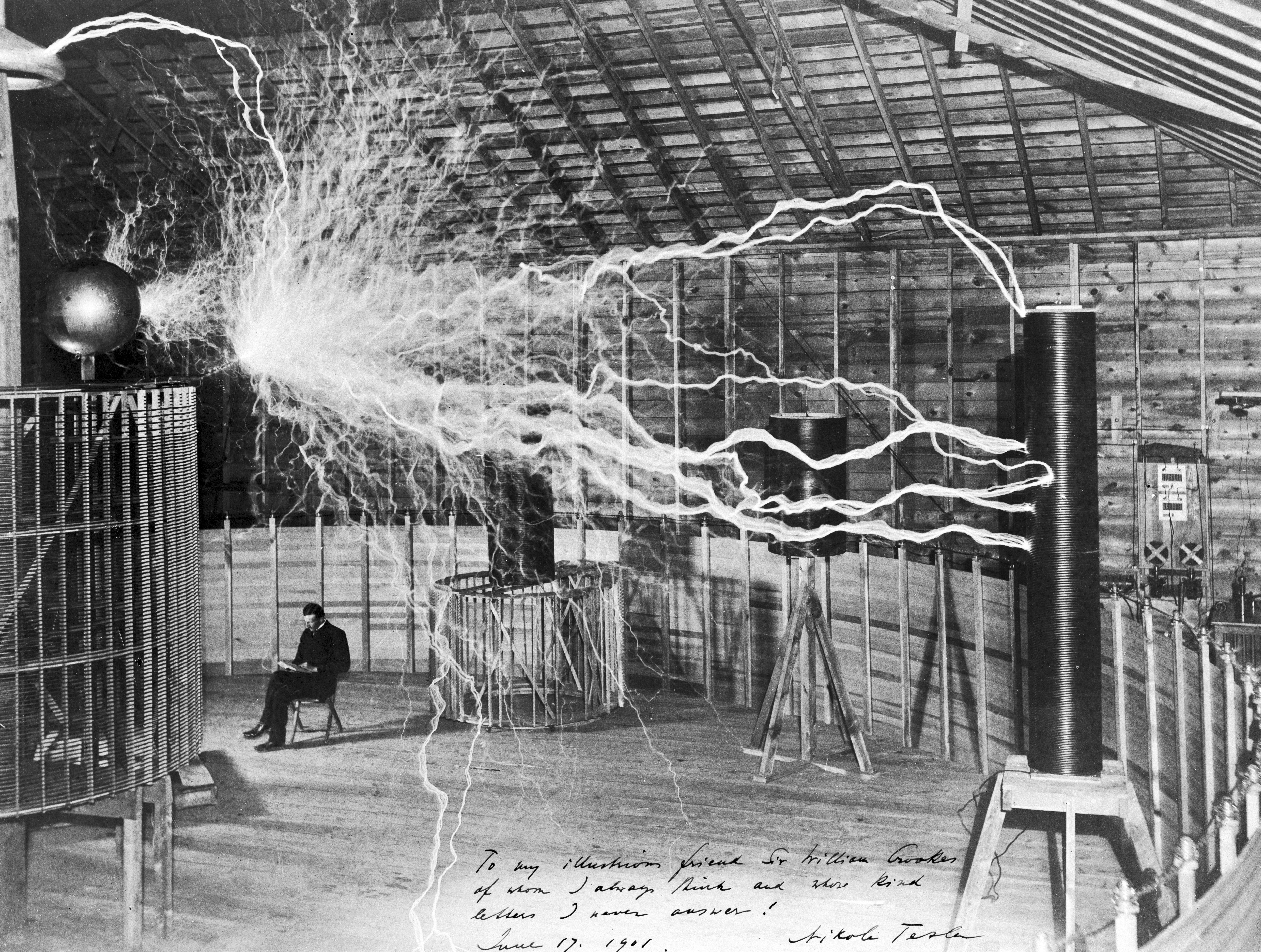
特斯拉坐在他的 "特斯拉线圈 "旁边，产生数百万伏电压的多重曝光照片。7米长的电弧并不是正常操作的一部分，只是为了达到快速旋转电源开关的效果而产生

在那里，特斯拉用一个在兆伏范围内工作的大线圈进行实验，产生由数百万伏电压和长达41米的电弧组成的人造闪电（和雷声），有一次，他无意中将埃尔帕索的发电机烧毁而导致停电。他对雷击的电子噪音的观察使他（错误地）得出结论，他以为可以利用地球的整个地球来传导电力能量。
在实验室工作期间，特斯拉从他的接收器中观察到不寻常的信号，他推测这是来自另一个星球的通信。他在1899年12月给一位记者的信中提到这些信号，在1900年12月给红十字会的信中也提到这些信号。记者们把它当作一个耸人听闻的故事，并很快得出结论，特斯拉听到的是来自火星的信号。他在1901年2月9日的《科利尔周刊》上一篇题为“与行星对话”的文章中对他听到的信号作出详细说明，他说他没有立即意识到，他看到的是 "智能控制信号"，这些信号可能来自火星、金星或其他行星。有人假设，他可能截获到古列尔莫·马可尼在1899年7月的欧洲实验—马可尼可能在一次海军演示中传送出字母S（点/点/点），也就是特斯拉在科罗拉多州暗示听到的三个脉冲—或者来自另一个无线传输的实验者的信号。
特斯拉与《世纪杂志》的编辑，罗伯特·安德伍德·约翰逊，达成协议，就他的发现撰写一篇文章。该杂志派出一名摄影师到科罗拉多州拍摄正在那里进行的工作。这篇题为 “增加人类能量的问题”的文章出现在该杂志1900年6月版上。特斯拉对他所设想的无线系统的优越性进行解释，但这篇文章更像是一篇冗长的哲学论文，而不是对他的工作进行可理解的科学描述，文章中有一份图像说明，这份图像后来成为特斯拉和他在科罗拉多斯普林斯实验的标志性。

### 沃登克里弗塔

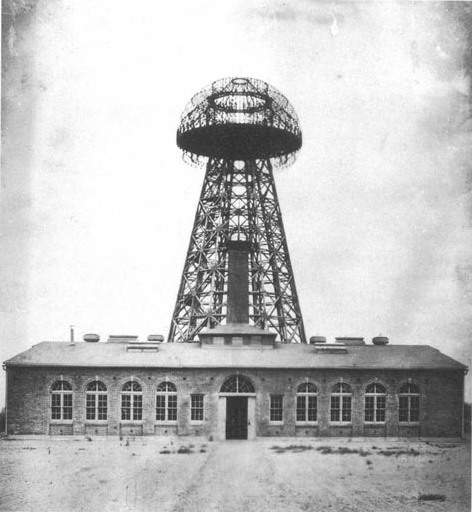
1904年，特斯拉在长岛的沃登克里弗工厂。特斯拉希望从这个设施中展示横跨大西洋的无线电能传输

特斯拉在纽约四处奔走，为他认为可行的无线传输系统寻找投资者，通过在纽约华尔道夫酒店的棕榈园（他当时居住的酒店）、演员俱乐部和德尔莫尼科餐厅宴请他们。1901年3月，特斯拉从J·P·摩根那里获得15万美元的投资（按今天的美元计算为5,669,400美元），代价为之后无线专利产生的的任何股份的51%，并开始计划在纽约肖勒姆建造沃登克里弗塔，其位于长岛北岸的城市以东161公里。
在1901年7月，特斯拉扩大他的计划，建造一个更强大的发射器，以超越古列尔莫·马可尼基于无线电的系统，特斯拉认为他的系统是对自己系统的复制。特斯拉找到摩根，要求其提供更多的资金来建造更大的系统，但摩根拒绝进一步提供任何资金。1901年12月，马可尼成功地将字母S从英国传送到纽芬兰殖民地，在第一个完成这种传输的竞赛中击败特斯拉。在马可尼成功的一个月后，特斯拉试图让摩根支持一个更大的计划，通过控制 “全球范围内的振动”来传输信息和电力。在接下来的五年里，特斯拉给摩根写过50多封信，恳求并要求提供额外的资金来完成沃登克里弗塔的建设。特斯拉在1902年又继续研究这个项目九个多月。该塔完全竖立的状态下高达57米。1902年6月，特斯拉将他的实验室业务从休斯顿街搬到沃登克里弗。
华尔街的投资者将资金投入马可尼的系统，而一些媒体开始反对特斯拉的项目，声称这是一个骗局。该项目在1905年停滞不前，而在1906年，财务问题和其他事件可能导致马克·塞弗，特斯拉的传记作者，怀疑特斯拉精神崩溃。特斯拉将沃登克里弗的房产抵押给华尔道夫酒店，以偿还他的债务，这些债务最终达到20,000美元（以今天的美元计算为627,800美元）。1915年，特斯拉在取消赎回权的过程中失去这一房产。1917年，塔楼被新主人拆除，使土地成为更加容易卖出的房地产资产。

## 晚年
在沃登克里弗塔项目关闭后，特斯拉继续给摩根写信；在“这位伟人”去世后，特斯拉给摩根的儿子，杰克，写信，试图为该项目获得进一步的资金。1906年，特斯拉在曼哈顿百老汇165号开设办公室，试图通过开发和营销其专利来筹集更多资金。1910年至1914年，他又在大都会人寿保险大厦设立办公室；之后又在伍尔沃斯大厦租聘过几个月，由于付不起租金而再次搬去其他地方；1915年至1925年，特斯拉搬到西40街8号。在搬到西40街8号后，特斯拉实际上已经破产。他的大部分专利已经用完，在新发明的开发上也遇到困难。

### 无叶片涡轮机

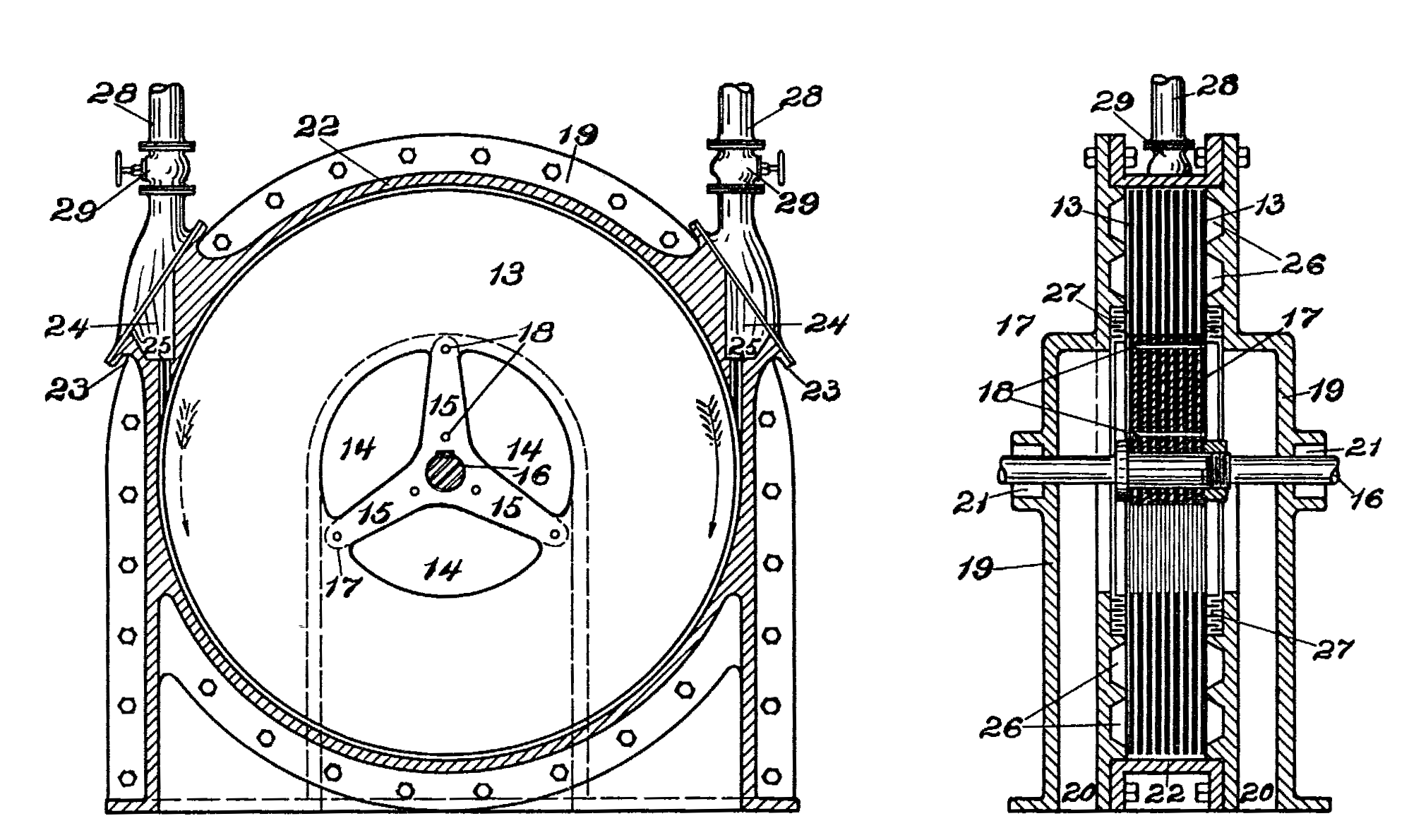
特斯拉的无叶片涡轮机设计

1906年,特斯拉50岁生日时，他展示出一个200马力（150千瓦）的16,000转/分的无叶片涡轮机。1910-1911年期间，在纽约的水边发电站，他的对几台无叶涡轮发动机进行100-5000马力的测试。特斯拉曾与几家公司展开合作，包括1919-1922年在密尔沃基为艾利斯-查尔默斯公司工作。 特斯拉花费大部分时间与该公司的首席工程师汉斯·达尔斯特朗一起努力完善特斯拉涡轮机，但工程上的困难意味着它从未被制成实用的设备。特斯拉确实将这个想法授权给一家精密仪器公司，该专利最终以豪华汽车速度表和其他仪器的形式被使用。

### 无线专利诉讼
第一次世界大战爆发后，英国切断连接美国和德国的跨大西洋电报电缆，以控制两国之间的信息流动。他们还试图通过让美国马可尼公司起诉德国无线电公司德律风根侵犯专利权来关闭德国与美国的无线通信。德律风根请来物理学家乔纳森·泽内克和卡尔·布劳恩为他们辩护，并以每月1000美元的价格聘请特斯拉做两年的证人。随后该案件陷入僵局，之后在1917年美国加入对德战争后变得毫无意义。
1915年，特斯拉试图起诉马可尼公司侵犯其无线调谐专利。马可尼最初的无线电专利于1897年在美国获得，但他1900年提交的涵盖无线电传输改进的专利申请被多次驳回，最后于1904年获得批准，理由是它侵犯其他现有专利，包括1897年特斯拉的两项无线功率调整专利。特斯拉1915年的案件无疾而终，但在一个相关的案件中，马可尼公司试图就一战的专利侵权行为起诉美国政府，美国最高法院1943年的一项裁决恢复奥利弗·洛奇、约翰·斯通和特斯拉的先前专利。法院宣布，他们的裁决对马可尼作为第一个实现无线电传输的人的主张没有影响，只是由于马可尼对某些专利改进的主张有疑问，该公司不能对这些相同的专利提出侵权要求。

### 诺贝尔奖谣言
1915年11月6日，来自伦敦的路透社新闻报道，1915年诺贝尔物理学奖将会授予给托马斯·爱迪生和尼古拉·特斯拉；然而，11月15日，来自斯德哥尔摩的路透社报道称，当年的奖项被授予给威廉·亨利·布拉格和威廉·劳伦斯·布拉格，“以表彰他们利用X射线分析晶体结构的贡献”。当时有未经证实的传言说，特斯拉或爱迪生拒绝该奖项。诺贝尔基金会说，“任何关于某人因公开表示要拒绝奖励而没有获得诺贝尔奖的传言都是荒谬的”；获奖者只有在宣布获奖后才可以拒绝诺贝尔奖。

### 其他创意、奖项和专利
在这段时间里，特斯拉赢得许多奖章和奖项，包括：
- 圣萨瓦勋章（英语：Order of St. Sava），二等（1892年，塞尔维亚王国）
- 艾略特·克雷松奖章（1894年，美国富兰克林研究所）[188]
- 达尼洛一世亲王勋章（英语：Order of Prince Danilo I）（1895年，黑山公国）[189]
- IEEE爱迪生奖章（1916年，美国电气电子工程师学会）[190]
- 圣萨瓦勋章（英语：Order of St. Sava），一等（1926年，南斯拉夫王国）[191]
- 南斯拉夫王冠勋章（英语：Order of the Yugoslav Crown）（1931年，南斯拉夫王国）
- 约翰·斯科特奖章John Scott Medal（英语：约翰·斯科特奖章John Scott Medal）（1934年，美国富兰克林研究所与费城市政厅）[188]
- 白鹰勋章，二等（1936年，南斯拉夫王国）
- 白狮勋章，一等（1937年，捷克斯洛伐克政府）[192]
- 巴黎大学勋章（1937年，法国巴黎）
- 奥克里达圣克莱门特大学勋章（1939年，保加利亚王国索非亚）

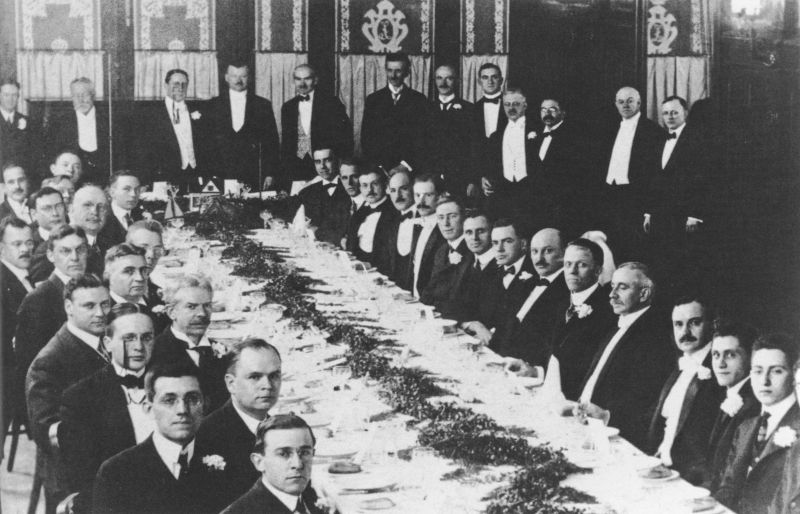
1915年4月23日，无线电工程师协会的第二次宴会会议。特斯拉站在中间

特斯拉试图在市场上通过1900年创立的特斯拉臭氧公司销售几种基于臭氧生产的设备。其中包括，基于他的特斯拉线圈，于1896年创造的专利设备，这种设备被用于将臭氧气泡化并通过不同类型的油，以便制成治疗凝胶。几年后，特斯拉还试图开发一种变体，作为医院的房间消毒剂。
特斯拉有一个理论：将电应用于大脑可以提高智力。1912年，他策划“一项计划，通过让学生无意识地用电饱和，使他们变得聪明起来”，通过在教室的墙壁上布线，“用高频率振动的无限小的电波使（教室）饱和。特斯拉先生声称，整个房间将因此被转换成一个有益于健康和刺激的电磁场或‘浴场’。”该计划至少暂时得到当时的纽约市学校校长威廉·H·麦克斯韦的批准。
第一次世界大战前，特斯拉寻求海外投资者。战争开始后，特斯拉失去他从欧洲国家的专利中获得的资金。
在1917年8月版的《电气实验者》杂志中，特斯拉假设可以通过利用“频率极高”的“电射线”的反射，在荧光屏上查看信号，从而用电来定位潜艇（这种系统被指出与现代雷达有表面上的相似之处）。特斯拉关于高频无线电波会穿透水的假设是不正确的。埃米尔·吉拉尔多在1930年代帮助法国开发出第一个雷达系统，他在1953年指出，特斯拉关于需要非常强的高频信号的推测是正确的。吉拉尔多说：“（特斯拉）是在预言或做梦，因为他没有办法实施这些预言，但人们必须补充说，如果他是在做梦，至少他是在做正确的梦”。
1928年，特斯拉获得他的最后一项专利--美國專利第1,655,114号，该专利涉及一种能够垂直起飞和降落的双翼飞机设计，在飞行中“通过操纵升降机装置逐渐倾斜”，直到像传统飞机一样飞行。特斯拉认为这架飞机的售价将低于1,000美元。尽管这架飞机被描述为不切实际，但它与美国军方使用的V-22鱼鹰式倾转旋翼机有早期的相似之处。此时，特斯拉将他位于麦迪逊大道350号剩余的办公室关闭，而两年前，特斯拉才搬到那里。

### 生活环境
特斯拉从1900年起住在纽约的华尔道夫酒店，并积攒一大笔未付账单。他于1922年搬到圣瑞吉酒店，并从那时起遵循一个模式，每隔几年就搬到不同的酒店，并留下未付的账单。
特斯拉每天步行到公园去喂鸽子。他开始在酒店房间的窗口喂鸽子，并护理受伤的鸽子，使其恢复健康。他说，某只受伤的白鸽每天都来拜访他。他花费2000多美元来照顾这只鸟，包括他建造的一个装置，以便它的断翅和断腿愈合时，可以舒适地支撑它。特斯拉说：
我一直在喂鸽子，多年来喂过成千上万只鸽子。但有一只，一只美丽的鸟，纯白色，翅膀上有浅灰色的尖端；那只鸽子与众不同。它是一只母鸽。我只要许愿并叫她，她就会飞到我身边。我爱那只鸽子，就像一个男人爱一个女人一样，而她也爱我。只要我有她，我的生活就有目标。
特斯拉未付的账单，以及顾客对鸽子造成的混乱的抱怨，导致他在1923年被赶出圣瑞吉酒店。他还被迫在1930年离开宾夕法尼亚酒店，在1934年离开
总督克林顿酒店。他还一度在玛格丽酒店居住。
特斯拉于1934年搬到温德姆纽约人酒店。这时，西屋公司除支付他的房租外，还开始每月支付他125美元。关于这件事是如何发生的，说法不一。有几个消息来源称，西屋公司担心，或者说可能被警告，他们的前明星发明家所处的贫困环境可能会引起不好的影响。这笔钱被描述为“咨询费”，以规避特斯拉对接受慈善的厌恶。特斯拉传记作者马克·塞弗将西屋公司的付款描述为一种“未指明的和解”。无论如何，在特斯拉的余生，西屋公司一直在提供资金。

### 生日记者会

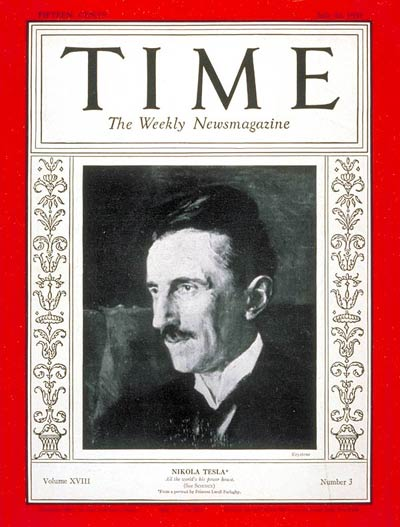
特斯拉在《时代》杂志上以纪念其75岁生日

1931年，特斯拉75岁时，他结识的一位年轻记者肯尼斯·M·斯韦兹为他策划一场生日庆祝活动。特斯拉收到包括阿尔伯特·爱因斯坦在内的70多位科学和工程先驱的贺信，他还登上《时代》杂志的封面。封面上的标题“全世界都是他的发电站”指出他对发电行业的贡献。派对进行得非常顺利，以至于特斯拉将其作为一项年度活动，在这个场合他将摆出一大堆食物和饮料，其中有他自己创造的菜肴。他邀请媒体来参观他的发明，并听取关于他过去的探索、对当前事件的看法，以及有时令人困惑的说法与故事。

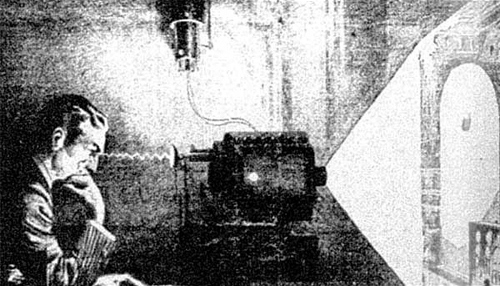
报纸上对特斯拉在1933年生日聚会上描述的思想照相机的表述

在1932年的聚会上，特斯拉声称他已经发明出一种可以依靠宇宙射线运行的马达。1933年，77岁的特斯拉在活动中告诉记者，经过35年的工作，他即将研究出一种新形式的能源证明。他声称这是一种与爱因斯坦物理学“激烈对立”的能量理论，可以用一种运行成本低、可持续500年的仪器进行开发。他还告诉记者，他正在研究一种传输个性化私人无线电波长的方法，致力于在冶金学方面取得突破，并开发一种拍摄视网膜以记录思想的方法。
在1934年的一个场合上，特斯拉告诉记者，他设计出一种超级武器，他声称将结束所有的战争。他将其称之为“电磁远程武器”，但通常被称为“他的死亡射线”。特斯拉将其描述为一种防御性武器，将沿着一个国家的边界架设，用来对付攻击地面的步兵或飞机。特斯拉在世时从未透露过该武器的详细工作计划，但在1984年，这些计划在贝尔格莱德的尼古拉·特斯拉博物馆档案中浮出水面。论文《通过自然媒介投射集中的非分散性能量的新方法》描述过一种带有气体喷射密封装置的开放式真空管，允许粒子流出，这是一种将钨或水银弹头充电到数百万伏的方法，并将它们引导成流（通过静电排斥）。特斯拉曾经试图使美国国防部、英国、苏联和南斯拉夫对该装置感兴趣。
1935年，在他的79岁生日宴会上，特斯拉谈到许多话题。他声称在1896年发现过宇宙射线，发明出一种通过感应产生直流电的方法，并对他的机械振荡器提出许多想法。在描述这个装置时（他预计在两年内会为他赚取1亿美元），他告诉记者，在1898年，他的某个版本的振荡器在他的东休斯顿街46号实验室和曼哈顿下城的邻近街道引起过地震。他还告诉记者，他的振荡器可以用5磅的气压摧毁帝国大厦。他还解释他利用振荡器开发的一项新技术，他称之为“电磁震动地质器”，用它来向地面传递振动，他声称这种振动可以在任何距离上发挥作用，用于通信或定位地下矿藏。
在1937年的纽约客酒店大宴会厅活动中，特斯拉获得捷克斯洛伐克大使颁发的白狮勋章和南斯拉夫大使颁发的奖章。对于有关死亡射线的问题，特斯拉说：“但这不是一个实验......我已经建造、演示并使用它。只需要一点时间我就可以把它交给世界”。

## 逝世

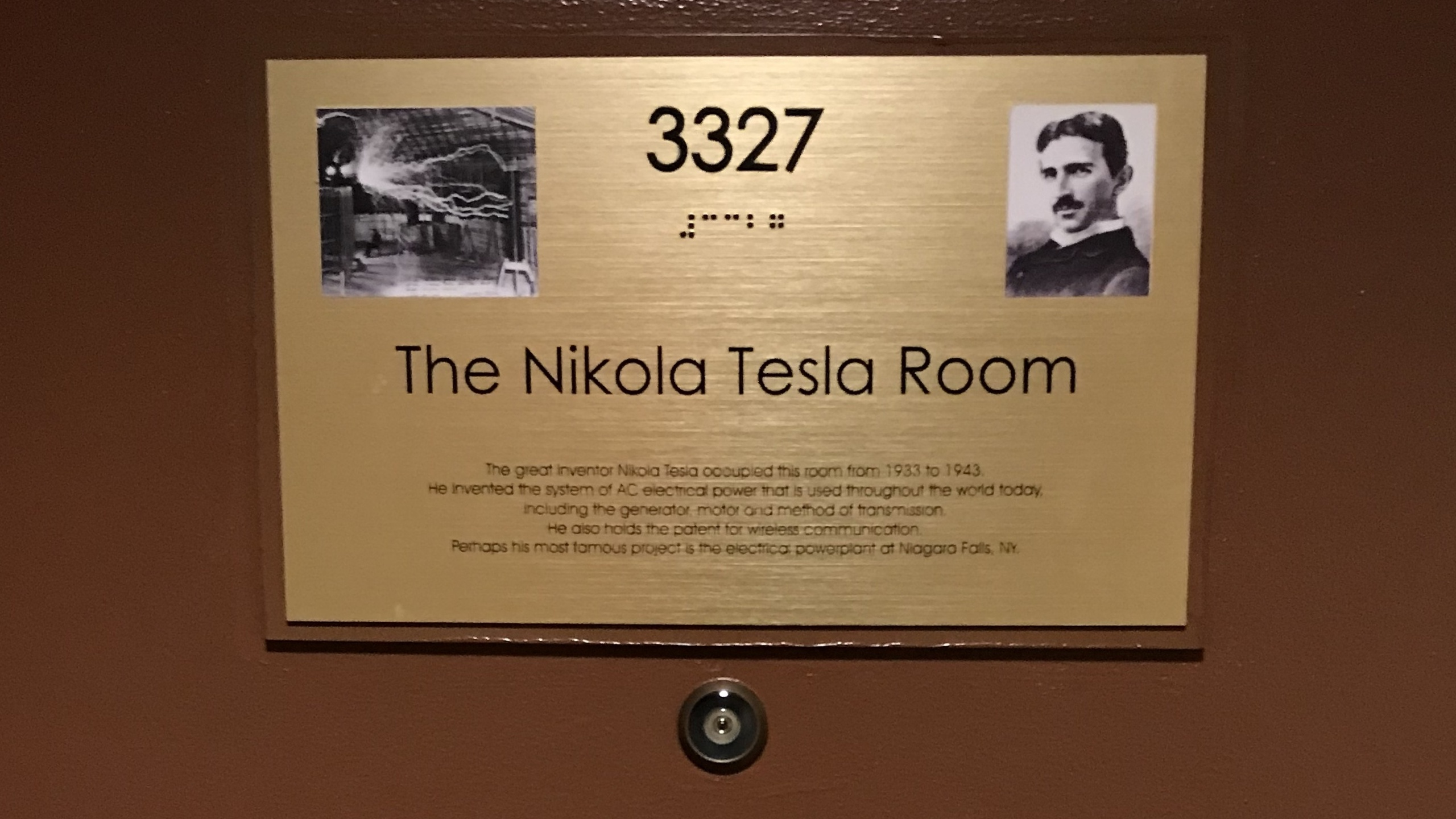
温德姆纽约人酒店的3327室，特斯拉去世的地方

1937年秋天，81岁的特斯拉在一个午夜之后离开温德姆纽约人酒店，去大教堂和图书馆喂鸽子，这是他的常规通勤。在穿过离酒店几个街区的一条街道时，特斯拉未能躲开一辆行驶中的出租车，被撞倒在地。在这次事故中，他的背部严重扭伤，三根肋骨被摔断。他的全部伤势一直不为人所知；特斯拉拒绝看医生，这几乎是他一生的习惯，并且一直未能完全康复。
1943年1月7日，86岁的特斯拉在温德姆纽约人酒店的3327室独自去世。女仆爱丽丝·莫纳汉在进入特斯拉的房间时，没有看到特斯拉两天前在其门上贴的“请勿打扰”的标志，以此，特斯拉的尸体被发现。助理法医H.W.温布利检查过尸体后，裁定死因是冠状动脉血栓形成（一种心肌梗死）。
两天后，联邦调查局命令外国人财产保管办公室扣押特斯拉的物品。约翰·G·特朗普是麻省理工学院的教授，也是著名电气工程师，在美国国防部科研委员会担任技术助理，他被召来分析被扣押的特斯拉物品。经过三天的调查，特朗普得出结论，没有任何东西会在不友好的人手中构成危险，他说：
他（特斯拉）在过去至少15年中的想法和努力主要是推测性的、哲学性的、有点宣传性的，往往涉及到电力的生产和无线传输；但并不包括实现这种结果的新的、健全的、可行的原则或方法。
在一个据称包含一部分特斯拉“死亡射线”的盒子里，特朗普发现一个有45年历史的十进电阻箱。

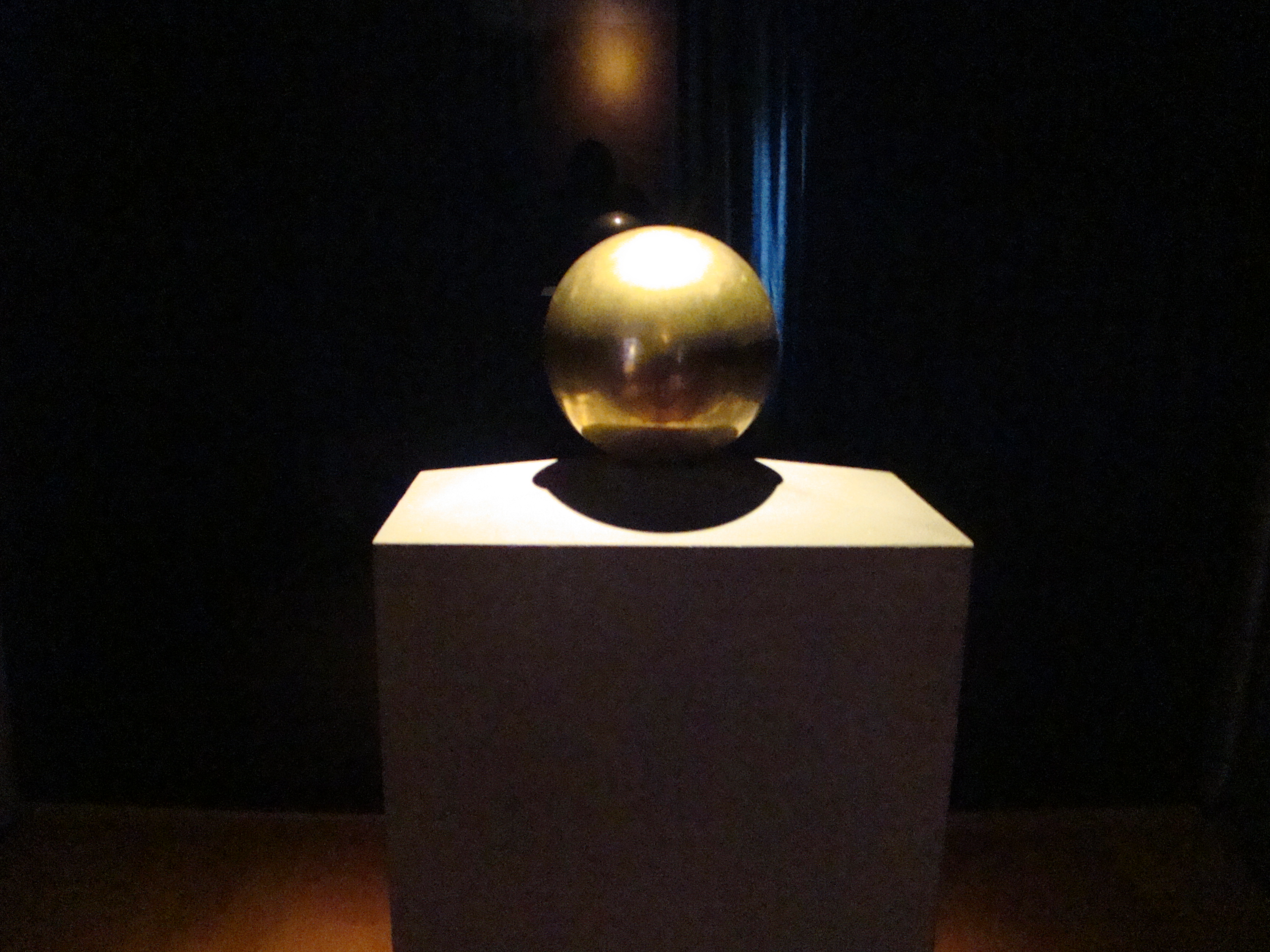
贝尔格莱德尼古拉·特斯拉博物馆中装有特斯拉骨灰的镀金骨灰盒，其放在他最喜欢的几何物体--球体中

1943年1月10日，纽约市市长菲奥雷洛·亨利·拉瓜迪亚通过WNYC电台宣读斯洛文尼亚裔美国作家路易斯·阿达米克撰写的悼词，背景音乐是小提琴曲《圣母颂》和《塔莫·达莱科》。1月12日，两千人在曼哈顿的圣者约翰座堂参加特斯拉的国葬。葬礼结束后，特斯拉的遗体被送往纽约州阿兹利的芬克里夫墓园，随后在那里被火化。第二天，著名牧师在纽约市的三一教堂（今天的塞尔维亚东正教圣萨瓦大教堂）举行第二次仪式。

### 遗产
由于他的研究之潜在重要性，特斯拉的家人和南斯拉夫駐美大使馆一直努力从美国当局取回这些物品。1952年，在特斯拉的侄子萨瓦·科萨诺维奇的压力下，特斯拉的全部财产被装在80个标有N.T的箱子里运到贝尔格莱德。1957年，科萨诺维奇的秘书夏洛特·穆扎尔将特斯拉的骨灰从美国运到贝尔格莱德。在尼古拉·特斯拉博物馆的大理石基座上，骨灰被放在一个镀金的球体中展示。

## 专利
特斯拉在全球范围内获得约300项发明专利。一些特斯拉的专利并没有被计算在内，各种来源发现一些隐藏在专利档案中的专利。至少有278项已知的专利在26个国家颁发给特斯拉。特斯拉的许多专利是在美国、英国和加拿大，其他许多专利是被全球各国批准的。特斯拉开发的许多发明并没有被纳入专利保护范围。

## 个人特点

### 外貌特征

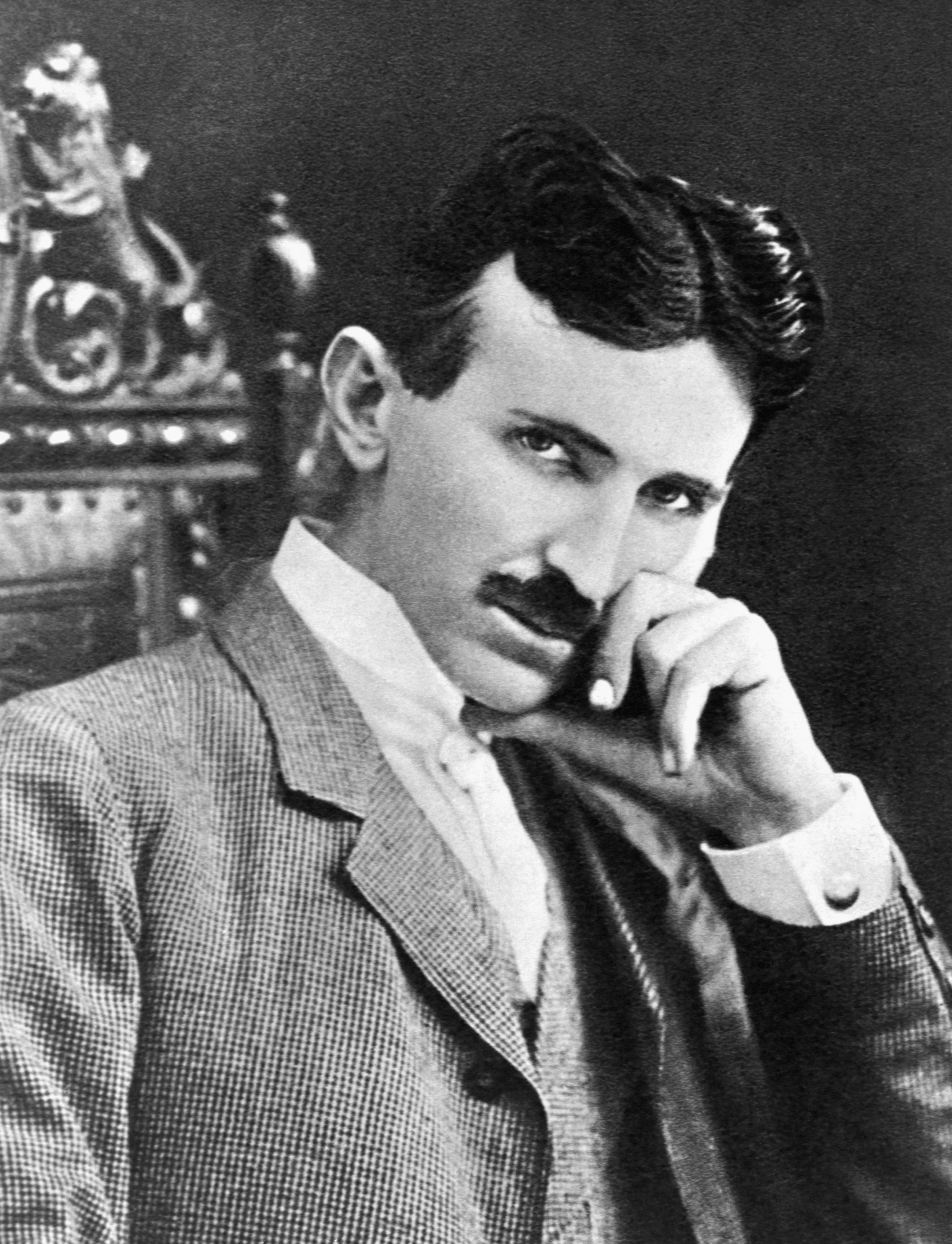
约1896，尼古拉·特斯拉

特斯拉身高1.88米，体重64公斤，从1888年到1926年左右，体重几乎没有变化。他的外表被报纸编辑者阿瑟·布里斯班描述为“几乎是最高的，几乎是最瘦的，当然也是经常去德尔莫尼科餐厅的最严肃的人。”他在纽约市是一个优雅、时尚的人物，对自己的仪容、服装一丝不苟，日常活动有条不紊，他保持这种外表是为了促进他的商业关系。他还被描述为有一双浅色眼睛，“很大的手”和“极其大的拇指”。

### 遗觉记忆
特斯拉阅读过许多作品，能够记住整本书，据说他拥有照相式记忆。他是个通晓多种语言的人，会说八种语言。塞尔维亚-克罗地亚语、捷克语、英语、法语、德语、匈牙利语、意大利语和拉丁语。特斯拉在他的自传中说，他经历过灵感的详细时刻。在他的早期生活中，特斯拉多次被疾病缠身。他患有一种奇特的疾病，眼前出现刺眼的闪光，常常伴随着幻觉。通常，这些幻觉与他可能遇到的一个词或想法有关；在其他时候，它们会提供一个他遇到的特定问题的解决方案。只要听到一个物品的名字，他就能逼真地设想出它的细节。特斯拉在进入施工阶段之前，能够在脑海中极其精确地想象一项发明，包括所有尺寸，这种技术有时被称为图片思维。他通常不用手画图，而是凭记忆工作。特斯拉也经常快速地回忆起发生在他早年生活的事，从他的童年开始，特斯拉就经常回想起他以前发生的事件。

### 人际关系
特斯拉终身单身，他曾解释说他的贞操对他的科学能力很有帮助。他早年曾说过，他觉得自己永远不可能配得上女人，认为女人在各方面都比他优越。他的观点在晚年开始动摇，当时他觉得女人正试图超越男人，使自己更有优势。这种“新女性”遭到特斯拉的强烈愤慨，他认为女性因为试图掌权而失去她们的女性气质。1924年8月10日，他在接受《加尔维斯顿每日新闻》采访时说：“取代我尊敬的温柔的女人的人是一个女人，她认为她在生活中的主要成功在于使自己尽可能地像男人，包括衣着、声音和行动，以及各种运动和成就...... 女人把男人推到一边，取代在所有生活事务中与男人合作的古老精神，这种趋势令我非常失望。”尽管他在晚年告诉记者，他有时觉得不结婚对他的工作做出太大的牺牲，但特斯拉选择从不追求或参与任何已知的关系，而是在他的工作中找到他需要的所有刺激。
特斯拉不爱社交，容易因工作而隐居。然而，当他切实参与社交活动时，许多人对特斯拉的评价非常积极和赞美。罗伯特·安德伍德·约翰逊形容他达到“杰出的甜美、真诚、谦逊、精致、慷慨和力量”。 他的秘书多萝西·斯凯里特写道：“他和蔼的微笑和高贵的气质总是代表着他灵魂中根深蒂固的绅士特征”。特斯拉的朋友朱利安·霍桑写道：“很少有科学家或工程师同时是诗人、哲学家、高雅音乐的欣赏者、语言学家和食品饮料的鉴赏家”。
特斯拉是弗朗西斯·马里恩·克劳福德、罗伯特·安德伍德·约翰逊、斯坦福·怀特、弗里茨·洛文斯坦、乔治·舍夫和肯尼思·斯韦兹的好朋友。中年时，特斯拉与马克·吐温成为密友；他们在他的实验室和其他地方共度过很多时光。吐温特别将特斯拉的感应电机发明描述为“自电话以来最有价值的专利”。1896年，在女演员莎拉·伯恩哈特举办的一个聚会上，特斯拉遇到来自印度的印度教僧侣斯瓦米·维韦卡南达。维韦卡南达后来写道，特斯拉说他可以用数学的方法证明物质和能量之间的关系，维韦卡南达希望这将为吠檀多宇宙论提供科学基础。20世纪20年代末，特斯拉结识乔治·西尔维斯特·维耶克，他是一位诗人、作家、神秘主义者，后来成为纳粹的宣传员。特斯拉偶尔会参加维耶克和他妻子举办的晚宴。
特斯拉有时会很严厉，公开表示过厌恶超重的人，例如，他因为一个秘书的体重而解雇她。他很快开始批评服装；有几次，特斯拉指示一个下属回家换衣服。1931年，托马斯·爱迪生去世时，特斯拉向《纽约时报》提供过唯一的负面意见，这一意见埋没于对爱迪生的广泛报道之中：
他没有爱好，不关心任何形式的娱乐，完全无视最基本的卫生规则......他的方法是极端低效的，因为，除非有盲目的机会介入，否则必须覆盖巨大的成本才能得到任何东西，起初，我对他的行为几乎感到遗憾，因为我知道，只要有一点理论和计算，就能为他节省90%的劳动。但他对书本知识和数学知识有一种名副其实的蔑视，他完全相信自己的发明家本能和实用的美国意识。

### 睡眠习惯
特斯拉声称，他每晚的睡眠时间从不超过两小时。然而，他确实承认，他不时地“打瞌睡”，以“给他的电池充电”。在格拉茨学习的第二年，特斯拉对台球、国际象棋和纸牌游戏产生极大的兴趣，有时在赌桌上一连花费48小时以上。有一次在他的实验室里，特斯拉连续工作84个小时没有休息。特斯拉结识的记者肯尼斯·斯威兹证实，特斯拉很少睡觉。斯威兹回忆说，有一天早上，特斯拉在凌晨3点给他打电话：“我在房间里睡得像个死人......突然，电话铃声把我吵醒......。（特斯拉）兴致勃勃地说话，停顿了一下，（因为他）......成功解决一个问题，将一个理论与另一个理论进行比较，发表评论；当他觉得他已经找到解决方案，他突然挂断电话。

### 工作习惯
在德尔莫尼科餐厅和后来的纽约华尔道夫酒店，特斯拉每天从上午9点工作到下午6点或更晚，晚上8点10分准时吃饭。然后，特斯拉将他的晚餐订单打电话给领班，领班也可能是唯一为他服务的人。“这顿饭被要求在八点准备好......他独自用餐，只有在极少数情况下，他才会为一群人提供晚餐以履行其社会义务。特斯拉随后继续工作，经常到凌晨3点”。
为了锻炼身体，特斯拉每天步行13至16公里。他每天晚上每只脚都要蜷缩100次，说这能刺激他的脑细胞。
在接受报纸编辑阿瑟·布里斯班的采访时，特斯拉说他不相信心灵感应，他说：“假设我下定决心要谋杀你”他说，“一秒钟内你就会知道。现在，这不是很好吗？心灵是通过什么过程得到这一切的？”在同一次采访中，特斯拉说，他相信所有的基本规律都可以归结为一个。
特斯拉晚年成为一名素食主义者，只靠牛奶、面包、蜂蜜和蔬菜汁生活。

## 观点与信仰

### 关于实验与理论物理学
特斯拉不同意原子是由更小的亚原子粒子组成的理论，他说不存在电子产生电荷这样的东西。他认为，如果电子真的存在，那也是物质的第四种状态或“亚原子”，只能存在于实验真空中，与电没有关系。特斯拉认为，原子是不可改变的—它们不能以任何方式改变状态或被分裂。他信奉19世纪关于传输电能的无所不在的乙太的概念。
特斯拉对有关物质转化为能量的理论普遍持反对态度。他还对爱因斯坦的相对论提出批评，说：
我认为，空间不可能是弯曲的，原因很简单，它不可能有任何属性。换句话说，这意味着上帝有属性。但他没有，所谓的这些属性只是我们自己创造的。关于属性，我们只有在处理填充空间的物质时才能说。说在大型物体的存在下，空间变得弯曲，相当于说有东西可以作用于不存在的东西上。就我而言，我拒绝认同这种观点。
特斯拉声称，他已经开发出他于1892年开始研究的他自己的关于物质和能量的物理原理，1937年，在81岁时，他在一封信中声称已经完成“动态重力理论”，“（将）结束空洞的猜测和错误的概念，如弯曲的空间的概念。”他说这个理论“在所有细节上都已完成”，他希望很快就能将其公诸于世。在他的著作中从未发现对其理论的进一步阐释。

### 关于社会

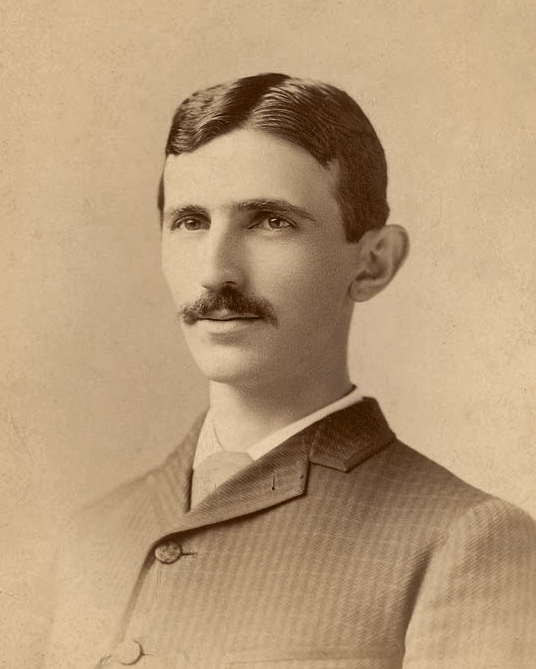
c.1885年，尼古拉·特斯拉

特斯拉的传记作者广泛认为他是一名具有哲学观的人文主义者。特斯拉像他那个时代的许多人一样，是选择性育种版优生学的支持者。
特斯拉表示相信，人类的“怜悯”已经干扰自然的“无情的自然运作”。尽管他的论证并不依赖于“主种族”的概念或一个人对另一个人的固有优越性，但他主张优生学。在1937年的一次采访中，他说：
......人类新的怜悯感开始干扰大自然的无情运作。唯一符合我们的文明和种族观念的方法是通过绝育和有意引导交配本能来防止不合适的人的繁殖......。优生论者的意见倾向是，我们必须使婚姻更加困难。当然，不适合做父母的人不应该被允许生育后代。从现在起的一个世纪里，一个正常人与一个在优生学上不合适的人交配，不会比与一个惯犯结婚更容易发生。
1926年，特斯拉评论妇女在社会上屈从的弊端以及妇女为实现性别平等而进行的斗争，并表示人类的未来将由“蜂后”来管理。他认为，妇女将在未来成为主导性别。
特斯拉在一篇题为《科学和发现是导致战争结束的伟大力量》（1914年12月20日）的印刷文章中对一战后环境的相关问题进行预测。特斯拉认为，国际联盟不是对时代和问题的补救措施。

### 关于宗教
特斯拉从小就是一個东正教的基督徒。后来他不认为自己是“正统意义上的信徒”，他说他反对宗教狂热，并说“佛教和基督教是门徒人数和重要性都最伟大的宗教。”他还说“对我来说，宇宙只是一台伟大的机器，它从未出现过，也不会结束”，“我们所说的‘灵魂’或‘精神’，不过是身体功能的总和。当这种功能停止时，‘灵魂’或‘精神’也同样停止。”

## 文学作品
特斯拉写过很多书，也为杂志和期刊写过很多文章。他写的书中有《我的发明：尼古拉·特斯拉的自传》，这本书是在1983年由本·约翰斯顿根据1919年特斯拉在杂志上发表的一系列文章汇编和编辑，这些文章于1977年重新出版；《尼古拉·特斯拉的神奇发明》（1993年），由大卫·哈切·柴尔德里斯汇编和编辑；以及《特斯拉论文》。
特斯拉的许多著作都可以在网上免费获得，包括1900年发表在《世纪杂志》上的文章《增加人类能量的问题》，以及发表在《尼古拉·特斯拉的发明、研究和著作》一书中的文章《高电位和高频率的交替电流的实验》。

## 遗产与荣誉

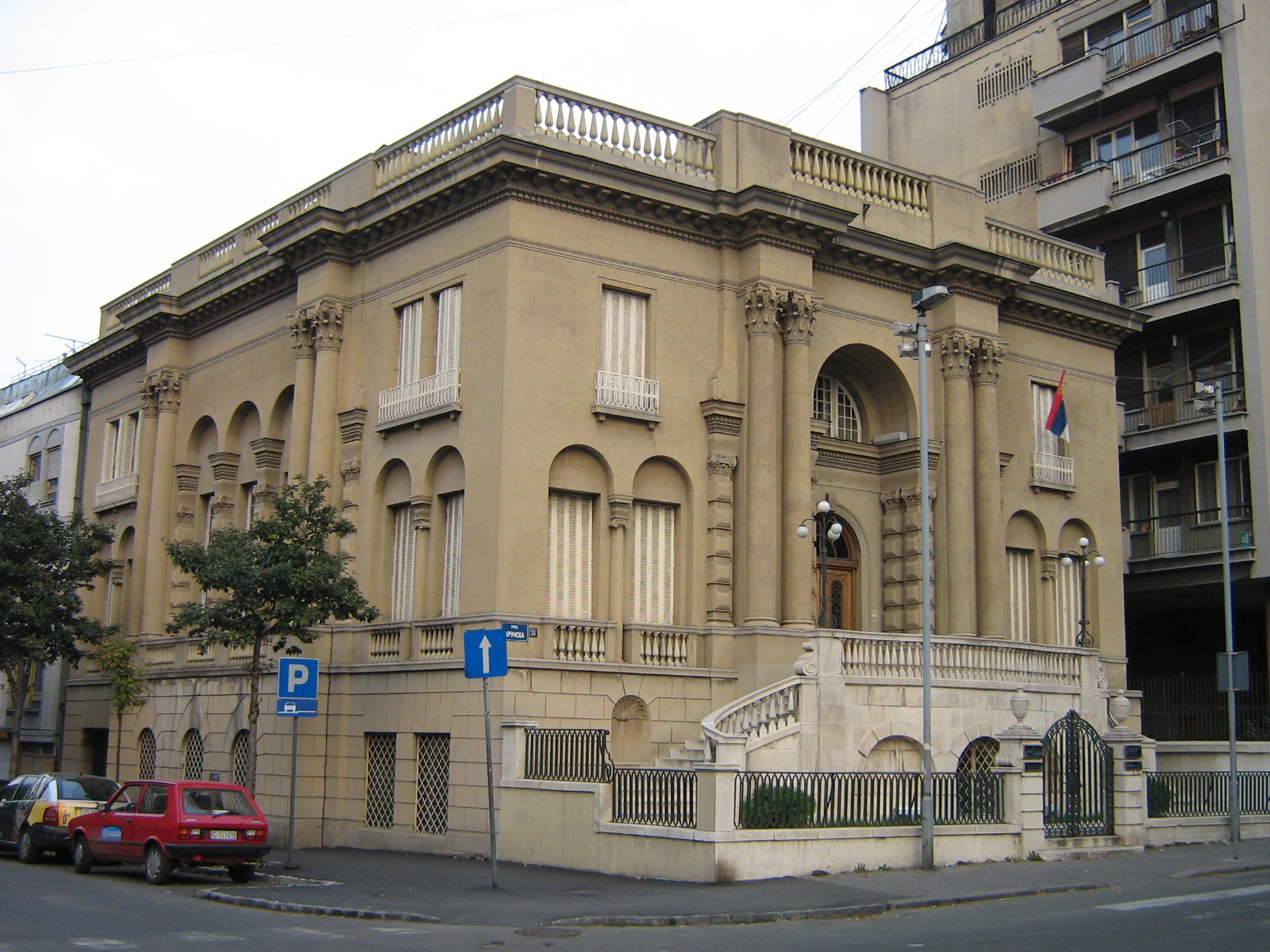
位于塞尔维亚贝尔格莱德的尼古拉·特斯拉博物馆

特斯拉的遗产在书籍、电影、广播、电视、音乐、现场戏剧、漫画和电子游戏中经久不衰。特斯拉的发明或设想的技术对现实的影响是几种类型的科幻小说中反复出现的主题。

### 纪念物
特斯拉的纪念物包含各种匾额、纪念碑与雕像。

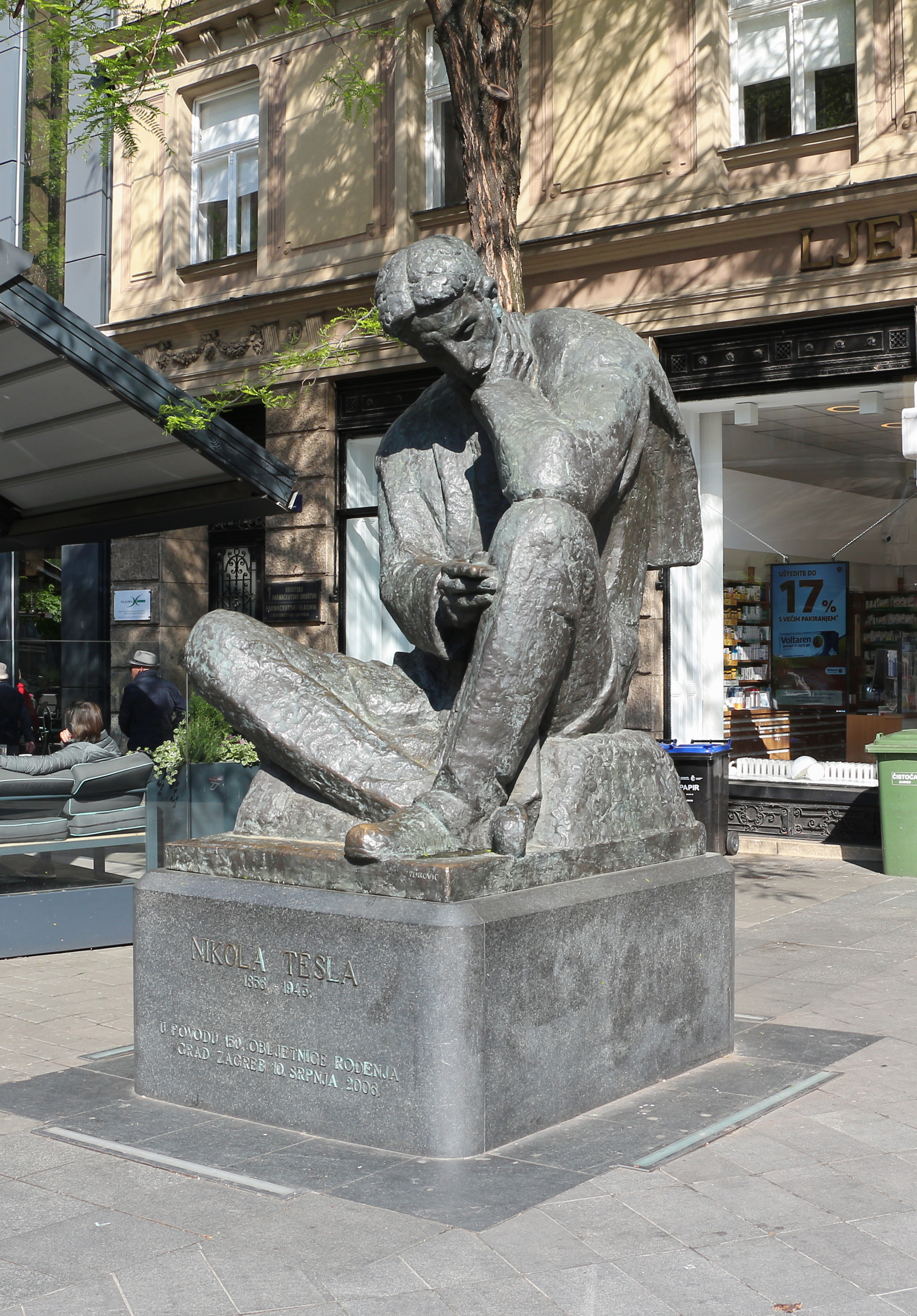
这座位于克罗地亚萨格勒布的尼古拉·特斯拉雕像由伊万·梅斯特罗维奇于1954年制作。它位于鲁杰·博斯科维奇研究所，然后于2006年被移至市中心的特斯拉大街

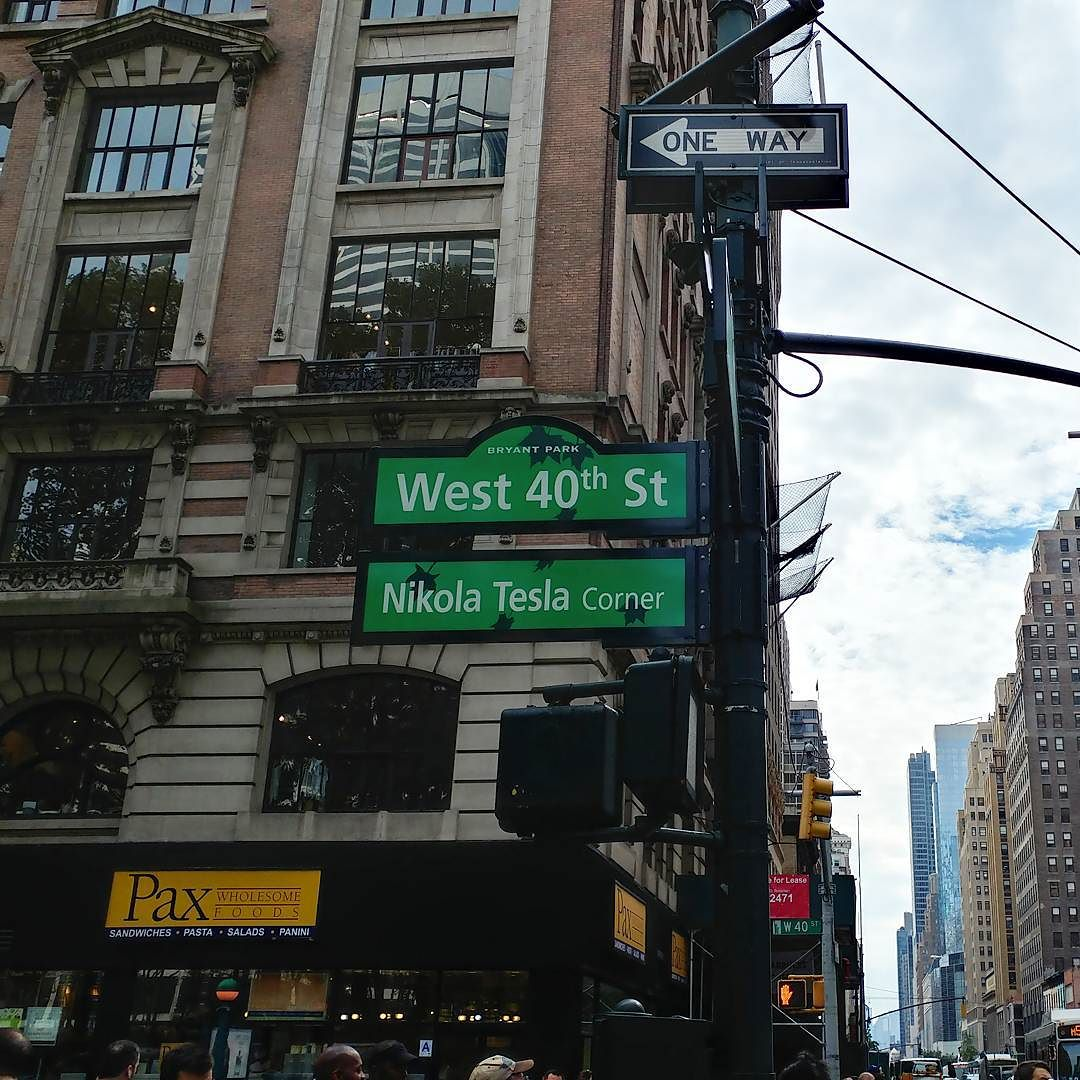
纽约市的尼古拉·特斯拉角

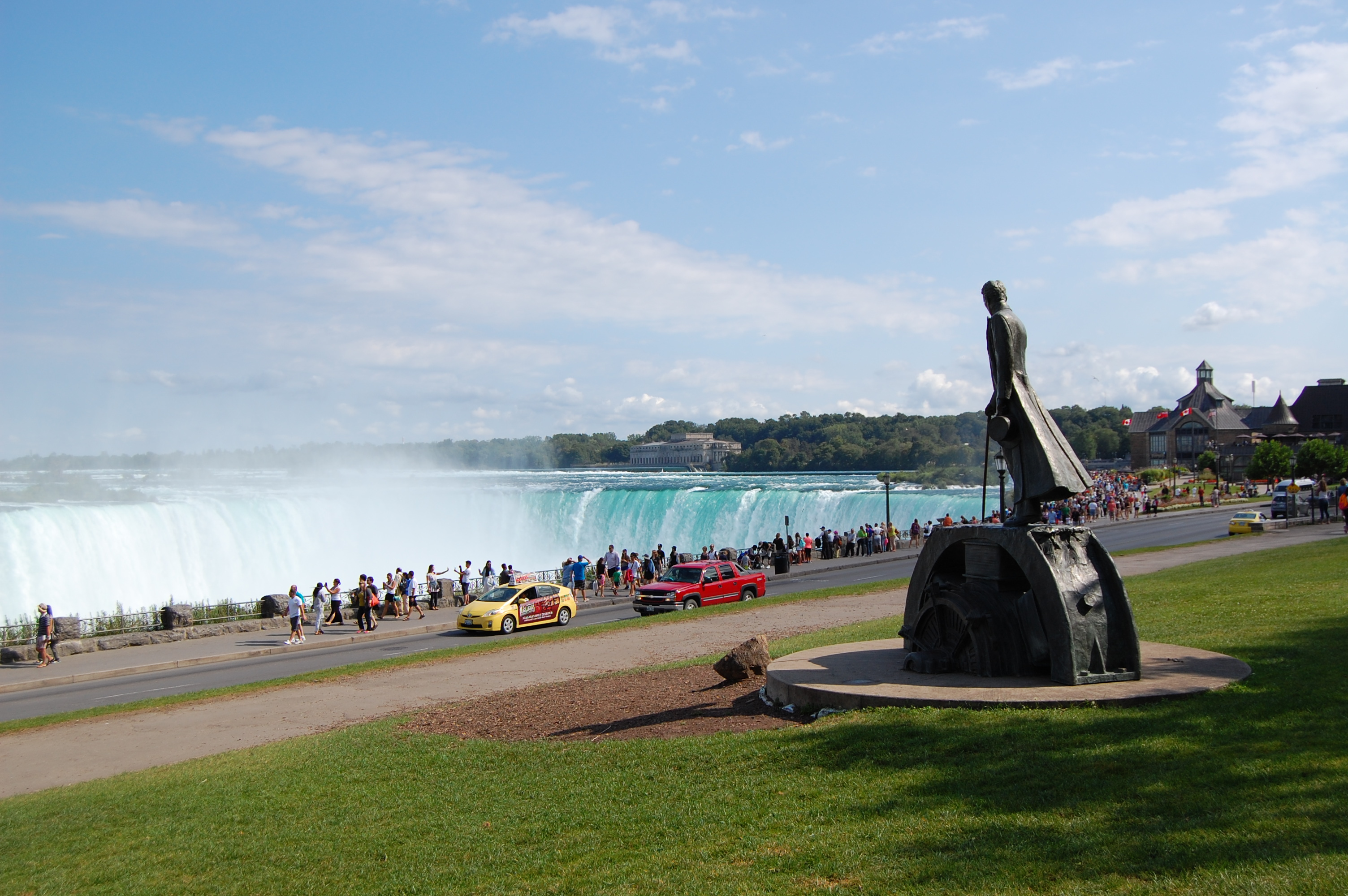
安大略省尼亚加拉瀑布的尼古拉·特斯拉雕像

- 2001年7月，电气电子工程师学会在温德姆纽约人酒店（英语：Wyndham New Yorker Hotel）的外墙上安装一个纪念尼古拉·特斯拉的纪念牌[280]
- 位于克罗地亚斯米尔扬的尼古拉·特斯拉纪念中心于2006年开放。该中心有一座由雕塑家米勒·布拉泽维奇设计的特斯拉雕像[10][281]
- 克罗地亚首都萨格勒布的旧市政厅上有一块描绘尼古拉·特斯拉浮雕的牌匾，以纪念他向市议会提出的建造交流发电站的建议。[282]该牌匾引用特斯拉于1892年5月24日在该建筑中的发言，“作为这个国家的儿子，我认为我有责任以各种方式帮助萨格勒布市，无论是通过咨询还是通过行动”[283][284]
- 2006年7月7日，在萨格勒布下城区（英语：Donji grad, Zagreb）马萨里克和普雷拉多维奇娃街的拐角处，一座特斯拉的纪念碑揭幕。这座纪念碑由伊万·梅斯特罗维奇（英语：Ivan Meštrović）于1952年设计，并从萨格勒布的鲁杰·博斯科维奇研究所（英语：Ruđer Bošković Institute）转移过来，它曾在那里放置几十年[285]
- 在纽约的尼亚加拉瀑布有一座特斯拉纪念碑。这座描绘特斯拉阅读一组笔记的纪念碑是由弗兰诺·克尔希尼奇（英语：Frano Kršinić）雕刻而成。它于1976年由南斯拉夫赠送给美国，与矗立在贝尔格莱德大学电气工程学院（英语：University of Belgrade School of Electrical Engineering）前的纪念碑完全相同[286]
- 在加拿大安大略省尼亚加拉瀑布的维多利亚女王公园（英语：Queen Victoria Park）有一座特斯拉纪念碑，其位于在一台交流发电机的一部分上。该纪念碑于2006年7月9日特斯拉诞辰150周年之际正式揭幕。纪念碑由尼亚加拉瀑布的圣乔治塞尔维亚教堂赞助，由安大略省哈密尔顿的莱斯·德里斯代尔设计。[287][288]德赖斯代尔的设计是国际竞赛中的获胜设计[289]
- 2013年，位于巴库的特斯拉纪念碑揭幕。伊利哈姆·阿利耶夫总统和托米斯拉夫·尼科利奇总统出席揭幕仪式[290]
- 2012年，非营利组织特斯拉沃登克里弗科学中心（英语：Tesla Science Center at Wardenclyffe）的主席简·阿尔科恩和网络动画片《燕麦（英语：The Oatmea）》的创作者马修·英曼总共筹集2220,511美元，其中137,511美元来自一项运动，85万美元来自纽约州的拨款，用于购买沃登克里弗塔曾经所在的房产，并最终将其变成一个博物馆。[291][292]该组织于2012年10月开始谈判，从爱克发公司购买长岛的房产。[293]该项购买于2013年5月完成。[294]特斯拉活动家/电影制片人约瑟夫·西科尔斯基拍摄的纪录片《人民之塔—特斯拉在沃登克里弗的梦想在继续》对这一保护工作和瓦登克里夫的历史进行讲述[295]
- 在纽约市西26街20号的塞尔维亚东正教圣萨瓦大教堂（英语：Trinity Chapel Complex）（原名三一教堂）外有一个纪念特斯拉的半身像和牌匾[296]
- 2013年12月7日，一个全尺寸的、众筹的纪念特斯拉的雕像在加利福尼亚州帕洛阿尔托（谢里丹大道260号）揭幕，雕像上有免费Wi-Fi和一个时间胶囊（将在特斯拉去世100周年，即2043年1月7日打开）[297]

### 以特斯拉命名的事物
- 安大略省汉密尔顿的尼古拉·特斯拉大道[298]
- 一个以特斯拉命名的十字路口，尼古拉·特斯拉角，位于纽约市曼哈顿第六大道和第40街（英语：List of numbered streets in Manhattan），在布莱恩特公园外。该标志的放置是纽约克罗地亚俱乐部与纽约市官员以及纽约特斯拉纪念协会的柳博·武约维奇博士共同合作的努力成果[299]

#### 奖项
- 尼古拉·特斯拉奖（英语：IEEE Nikola Tesla Award）[300]

#### 企业与组织
- 特斯拉（英语：Tesla (Czechoslovak company)），前捷克斯洛伐克的一家电气技术联合企业
- 特斯拉公司，美国的一家电动汽车制造商
- 尼古拉公司，美国的一家氢气和电动8级卡车制造商
- 爱立信尼古拉·特斯拉（英语：Ericsson Nikola Tesla），瑞典电信设备制造商爱立信的克罗地亚分公司[301]
- 特斯拉电灯与制造业（英语：Tesla Electric Light and Manufacturing）
- 特斯拉（英语：Tesla (band)），美国摇滚乐队，1982年底在加州萨克拉门托成立

#### 节日与活动
- 科学日，塞尔维亚，7月10日[302]
- 尼古拉·特斯拉日，伏伊伏丁那教师协会，7月4日至10日[303]
- 尼古拉·特斯拉日，尼亚加拉大瀑布，7月10日[304]
- 尼古拉·特斯拉日，克罗地亚，7月10日[305]
- 尼古拉·特斯拉年度电动车集会，克罗地亚[306]

#### 计量单位
- 特斯拉，磁通密度（或磁感应强度）的SI衍生单位

#### 场地
- 尼古拉·特斯拉纪念中心（英语：Nikola Tesla Memorial Center），位于克罗地亚斯米尔扬
- 贝尔格莱德尼古拉·特斯拉机场[307]
- 尼古拉·特斯拉博物馆，位于贝尔格莱德[308][309]
- 尼古拉·特斯拉技术博物馆，位于克罗地亚萨格勒布，于2015年以这位科学家的名字命名
- 尼古拉·特斯拉发电厂（英语：TPP Nikola Tesla），位于塞尔维亚，是当地最大的发电厂，于1970年首次投产
- 截至2008年11月，克罗地亚有128条街道以尼古拉·特斯拉的名字命名，使他成为该国第八个最常见的街道名称来源[310]
- 特斯拉陨石坑，月球远端的一个26公里宽的火山口[311]
- 2244 特斯拉，一颗小行星[311]

#### 学校
- 特斯拉STEM高中（英语：Tesla STEM High School）于2012年在华盛顿州雷德蒙市创建，是一所专注于科学、技术、工程和数学（英语：Science, technology, engineering, and mathematics）学科的选择学校。这个名字是由学生投票决定的[312]

#### 船舶

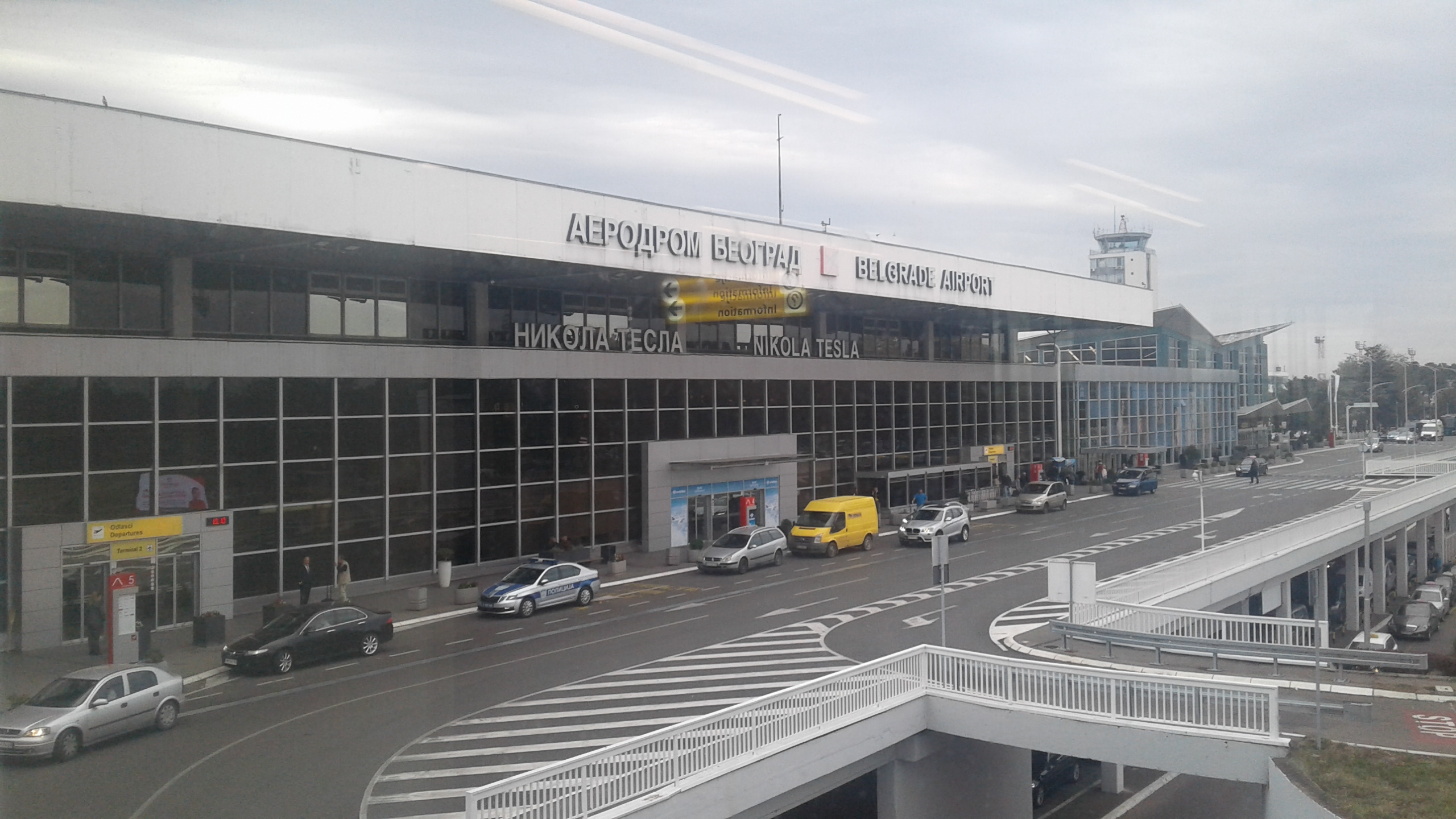
贝尔格莱德尼古拉·特斯拉机场于2006年以这位科学家的名字命名

- SS Nikola Tesla，一艘自由轮，1943年8月31日铺设，1943年9月25日下水，1947年从政府服务中出售，1970年报废

#### 计算机
- 特斯拉（英语：Tesla (microarchitecture)），英伟达公司开发的一种显卡图形处理单元微架构

#### 货币
- 南斯拉夫第纳尔1970年（雕像）和1993年之间的6种不同的纸币上印有特斯拉
- 100塞尔维亚第纳尔的纸币上印有特斯拉
- 克罗地亚发行的1欧分、2欧分及5欧分硬币上铸有特斯拉

#### 游戏
- 游戏《红色警戒》中，有以他名字命名的武器“特斯拉线圈”，也被译为“磁暴线圈”
- 游戏《刺客信条2》中的“真相”指出，特斯拉拥有能给人类带来先进科技的4号金苹果，并计划让世界有用之不尽的能源，特斯拉因此成为圣殿骑士们（爱迪生等人）攻击的对象
- 線上遊戲《王者之劍》中，副本「混沌之塔」有以他名字命名的怪物“特斯拉線圈”，以釋放強力電擊攻擊玩家
- 遊戲《王国保卫战系列》中，由矮人工程師所製造以釋放電擊來攻擊敵人的塔被命名為“特斯拉X104 (TESLA X104)”
- 遊戲《MouseHunt（英语：MouseHunt）》中，一款限量版的捕鼠陷阱被稱為“Chesla Revenge”。Chesla意指Cheese（乳酪）與Tesla（特斯拉）。它釋放強大的電力來攻擊老鼠
- 遊戲《军团要塞2》的官方數位漫畫中提及，特斯拉為1850年代的藍組工程師，並使用一袋藍圖以建造輔助建築物
- 手機遊戲《部落冲突》、《皇室戰爭》中，有以他名字命名的建築設備“特斯拉電磁塔”
- 遊戲《The Order: 1886》中，提供主角的團隊各種武器
- 手機遊戲《勇者的盆栽》Heroes Flick中，有以他和摩根的故事作藍本的角色 - 科研之子達士拿
- 手機遊戲《Fate/Grand Order》中，以「Archer」的職階登場，拥有EX寶具「人類神話‧雷電降臨」
- 遊戲《守望先锋》中，猩猩科学家「Winston」所使用的武器电机枪被命名为「特斯拉电磁炮」
- 遊戲《Robocraft》中，創建機械人的裝備選項有「特斯拉刀」
- 遊戲《They Are Billions（英语：They Are Billions）》中有功能為無線輸電的「特斯拉塔」
- 手機遊戲《夢界物語》中其中一位導靈
- 手機遊戲《造物法則》中主角夜北的載體（主角夜北的前載體為愛迪生，後為特斯拉）
- 手機遊戲《崩壞3rd》中的登場角色及聖痕，改編自現實的特斯拉
- 遊戲《荒野大镖客：救赎2》中，有他的支線故事〈聰明的天才男孩〉，在1898年，特斯拉曾展示可遠端操控的船模通過無線電波來操作螺旋槳和燈光，當時船模配有多塊大號電池以及無線電信號控制器遠端控制（或遠端自動化）的理念至今也被人們廣為應用
- 手機遊戲《CODE:SEED 星火之歌》中的一名攻擊型遊戲角色，特斯拉 模組為3D角色並攻擊招式都為電系招式

#### 影視作品
- 2006年電影《致命魔术》提到特斯拉，片中他發明的放大發射器能夠多次複製各種物體（包括生命體）
- 2008年電影《K20：怪人二十面相》中虚构出特斯拉的“特斯拉装置”。该装置可以使电器不借助电线便运行起来，比如在数米之外运行特斯拉装置，可以使一颗没有放入台灯中的台灯灯泡发光
- 2008年電視劇《異形庇護所》中，他被描述為擁有血族的天才科學家，由於注射遠古血族的血液而覺醒為世界上最後一個血族（特裔）
- 2015年電影《明日世界》將特斯拉與愛迪生、艾菲爾和凡爾纳視為明日世界的創造者
- 2019年電影《電流大戰》描述喬治·威斯汀豪斯與愛迪生為爭取美國最大供電商的稱號所引發的商業競爭
- 2020年電影《特斯拉》描述特斯拉的生平故事，包括交流電的發明以及與愛迪生的激烈對抗
- 2020年電視劇《神秘博士》第十二季第四集《尼古拉·特斯拉驚魂夜》中，特斯拉偶然發現一外星記錄儀並對其回複信息，信息被另一外星種族截獲，後者的女王以地球生命安危要挾特斯拉為其修理損壞的太空飛船

#### 漫畫作品
- 漫畫《造物法則》中作為主角的載體登場
- 漫畫《終末的女武神》中作為人類參戰方之一的鬥士